# Johann Wolfgang Goethe-Universität Frankfurt am Main
Die Johann Wolfgang Goethe-Universität Frankfurt am Main ist eine Volluniversität und war im Wintersemester 2022/23 mit gut 43.000 Studenten die sechstgrößte Präsenzuniversität Deutschlands, gemessen an der Studentenzahl. An ihr lehren und forschen 576 Professoren; 16 Fachbereiche bieten 158 Studiengänge an fünf Campus an.
Die Universität wurde unter dem Namen Königliche Universität zu Frankfurt am Main am 18. Oktober 1914 als erste deutsche Stiftungsuniversität der Neuzeit eröffnet. Mit der Eröffnung 1914 wurden zahlreiche Vorgängerinstitutionen zusammengelegt und mit der Vergabe des Promotionsrechts wurde der Einrichtung Universitätsstatus zugewiesen. Nach dem Ersten Weltkrieg und dem Verlust des Stiftungsvermögens übernahm die Stadt Frankfurt am Main die Trägerschaft. Das Attribut Königliche wurde aus dem Namen gestrichen. Am 16. Juni 1932 verlieh ihr das preußische Staatsministerium das Privileg, sich nach Johann Wolfgang von Goethe zu benennen. Im Jahr 1967 wurde sie zu einer hessischen Landesuniversität, 2008 wieder zu einer öffentlich-rechtlichen Stiftung. Seitdem verwendet sie ein vereinfachtes Logo und bevorzugt den Namen Goethe-Universität Frankfurt am Main.

## Standorte
Die Universität ist auf vier große Universitätsgelände über das Frankfurter Stadtgebiet verteilt:
- Der Campus Westend ist der Hauptstandort. Dort befindet sich auch der Sitz der Hochschulverwaltung im Präsidiums- und Administrationsgebäude (PA). Zum Campus gehören das I. G.-Farben-Haus sowie zahlreiche Neubauten, darunter das House of Finance und das zentrale Hörsaalgebäude. Hier sind neben der zentralen Verwaltung die meisten Fachbereiche angesiedelt – bis auf Medizin und Naturwissenschaften.
- Auf dem Campus Riedberg mit Universitätsgebäuden, die ab ca. 1970 gebaut wurden, sind die Fachbereiche Physik, Biochemie, Chemie und Pharmazie, Biowissenschaften sowie (großenteils) Geowissenschaften, der Wissenschaftsgarten und ein Hörsaalzentrum mit der naturwissenschaftlichen Bereichsbibliothek untergebracht.
- Der Campus Bockenheim ist das frühere Zentrum der Universität, das derzeit noch den Fachbereich Informatik und Mathematik, die Zentrale der Universitätsbibliothek, die Drittmittelbereiche der Sprach- und Kulturwissenschaften im Gebäude der Neuen Mensa, 20 Hörsäle und das Studierendenhaus in Gebäuden aus den 1950er bis 1970er Jahren beherbergt.
- Auf dem Campus Niederrad mit sowohl historisch seit dem 19. Jahrhundert gewachsenen Gebäuden und Anlagen als auch modernen Komplexen befindet sich das Universitätsklinikum mit dem Fachbereich Medizin.

Daneben gehört das Universitäts-Sportgelände („Sportcampus Ginnheim“) an der Ginnheimer Landstraße des Stadtteils Bockenheim zur Universität, weiterhin gibt es in Oberursel das Institut für Bienenkunde.
Der seit Mitte der 1990er Jahre verstärkt betriebene Standort-Umbau der Universität hat für die Zukunft die Räumung des Altstandorts Bockenheim zum Ziel; die derzeit noch am Campus Bockenheim ansässigen Einheiten werden zum Campus Westend und zum Campus Riedberg verlegt; das Sportgelände wird am Standort beibehalten.
Der ehemals mit dem Biologiecampus (1956–2011) verbundene öffentliche Botanische Garten am Ende der Siesmayerstraße ist an die Stadt Frankfurt und in die Verantwortung des Palmengartens übergegangen. Teile des bisherigen Campus Bockenheim, darunter das historische Jügelhaus, sind von der Senckenberg Gesellschaft für Naturforschung übernommen worden, andere Teile der lokalen Stadtentwicklung überlassen worden. Die ehemals zahlreichen sonstigen verstreuten universitär genutzten Gebäude im Stadtteil Bockenheim sind aufgegeben und teilweise abgerissen, teilweise einer anderweitigen Nutzung zugeführt worden.

## Geschichte

### Frühe Hochschulansätze (14. bis 19. Jahrhundert)
Erste Pläne für eine Universität in Frankfurt am Main gab es Ende des 14. Jahrhunderts, als sich der Rat der Stadt zeitweise bemühte, die Universität von Paris nach Frankfurt am Main umzusiedeln. Nach der Zerstörung Heidelbergs am 22. Mai 1693 durch französische Truppen siedelten die Professoren der Universität Heidelberg nach Frankfurt am Main um und konstituierten sich dort 1694 unter dem Rektor Johann Ludwig Fabricius als Universität im Exil. Diese blieb aber nicht dauerhaft in Frankfurt am Main, sondern wurde 1698 nach Weinheim umgesiedelt, wo die zeitweilige Residenz des pfälzischen Kurfürsten Johann Wilhelm lag.
Den ersten ernsthaften Versuch einer Universitätsgründung unternahm Großherzog Karl Theodor von Dalberg 1812. Er plante für sein Großherzogtum Frankfurt eine Akademie nach französischem Vorbild und gründete dazu mehrere Lyzeen in Frankfurt, Aschaffenburg und Wetzlar:
Das Lyceum Carolinum in Frankfurt sollte die philosophische Fakultät der großherzoglichen Universität bilden und die Studenten durch ein allgemeinbildendes Studium auf das anschließende Fachstudium an einer spezialisierten Fakultät vorbereiten. Für die juristische Ausbildung war die Rechtsschule Wetzlar, am Sitz des ehemaligen Reichskammergerichtes, vorgesehen. Einen zentralen Standort mit theologischer, juristischer und philosophischer Fakultät bildete die Karls-Universität Aschaffenburg, wohin der verbliebene Rumpf der 1798 aufgehobenen Universität Mainz ausgewandert war. Eine medizinisch-chirurgische Spezialschule sollte an der 1763 gegründeten Senckenbergischen Stiftung in Frankfurt entstehen und mit dieser kooperieren.
Mit dem Ende des Großherzogtums Frankfurt 1813 gingen die von Dalberg gestifteten und eng mit seinem Namen verbundenen Einrichtungen rasch wieder unter. Der Senat der Freien Stadt Frankfurt hatte kein Interesse an der Weiterführung und hob das Lyceum Carolinum 1814 wieder auf, die medizinische Schule 1815.

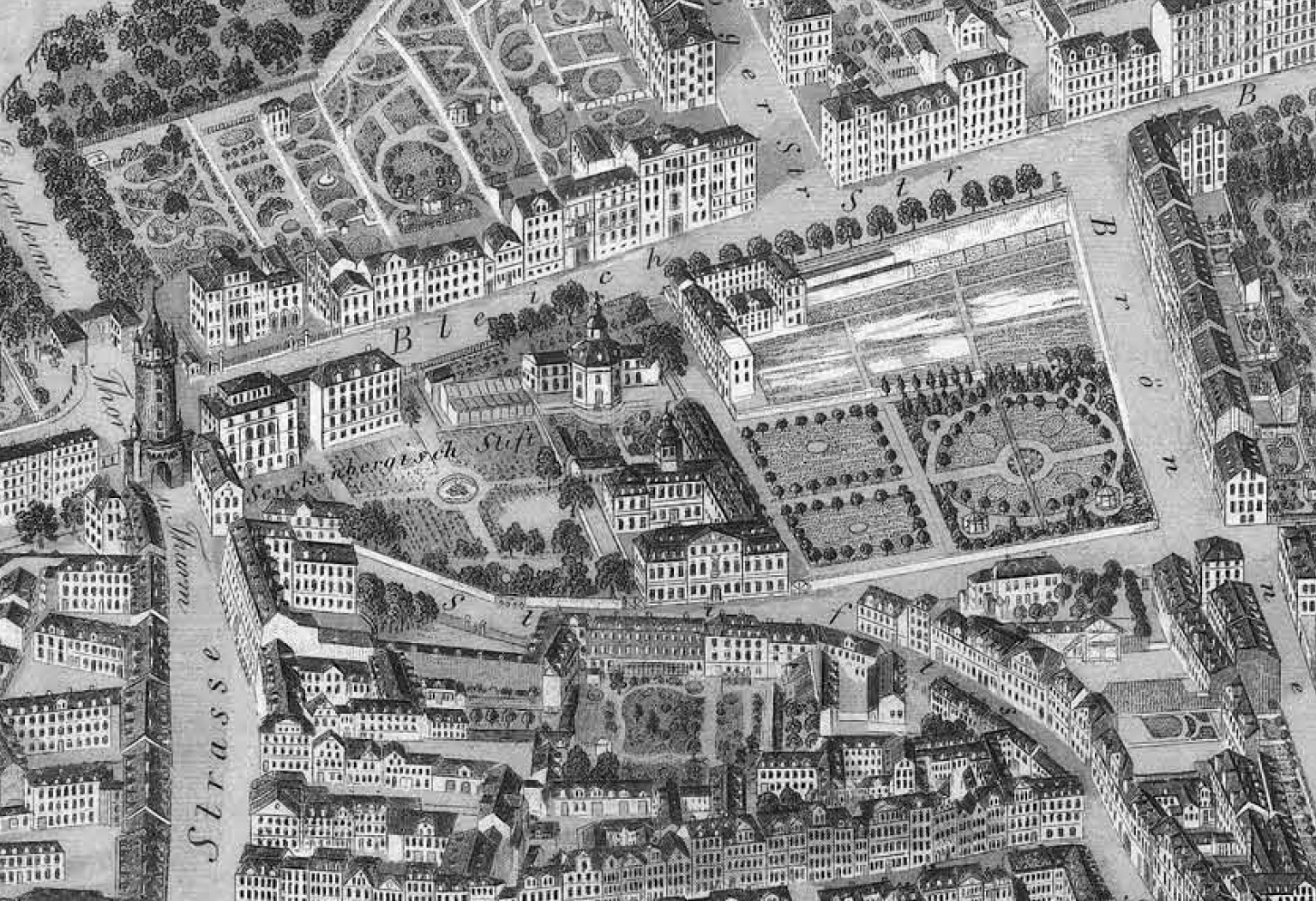
Das Gelände der 1763 gegründeten Senckenbergischen Stiftung am Eschenheimer Tor war der erste wissenschaftliche Campus der Freien Stadt Frankfurt

Trotzdem entstanden in der Zeit der Freien Stadt Frankfurt zwischen 1815 und 1866 neue wissenschaftlichen Gesellschaften und Einrichtungen, die alle auf Stiftungen und Initiativen engagierter Bürger zurückgingen. Im Jahr 1817 gründeten Frankfurter Bürger, darunter Christian Ernst Neeff, Arzt und Anatom an der Senckenbergischen Stiftung und Professor für Pathologie an Dalbergs medizinischer Spezialschule, die Senckenbergische Naturforschende Gesellschaft zur Förderung der Naturforschung und zur Einrichtung eines öffentlichen Naturalienkabinetts. Sie übernahm die mineralogischen, paläontologischen und botanischen Sammlungen der Senckenbergischen Stiftung als Grundstock des Senckenberg Naturmuseums. 1824 folgte der Physikalische Verein als Gründung von elf Frankfurter Bürgern unter Führung von Neeff und Johann Valentin Albert.
Die neuen wissenschaftlichen Gesellschaften, denen 1836 der Verein für Geographie und Statistik, 1845 der Ärztliche Verein und 1855 der Mikroskopische Verein folgten, siedelten sich auf dem Gelände der Senckenbergischen Stiftung am Eschenheimer Tor an, das auf diese Weise zum ersten wissenschaftlichen Campus Frankfurts wurde. Ihre Buchbestände führten sie in einer gemeinsamen Sammlung zusammen, der Senckenbergischen Bibliothek, die mit rund 90.000 Bänden Anfang des 20. Jahrhunderts bereits eine der größten naturwissenschaftlichen und medizinischen Bibliotheken Deutschlands war.

### Gründung der Stiftungsuniversität 1914

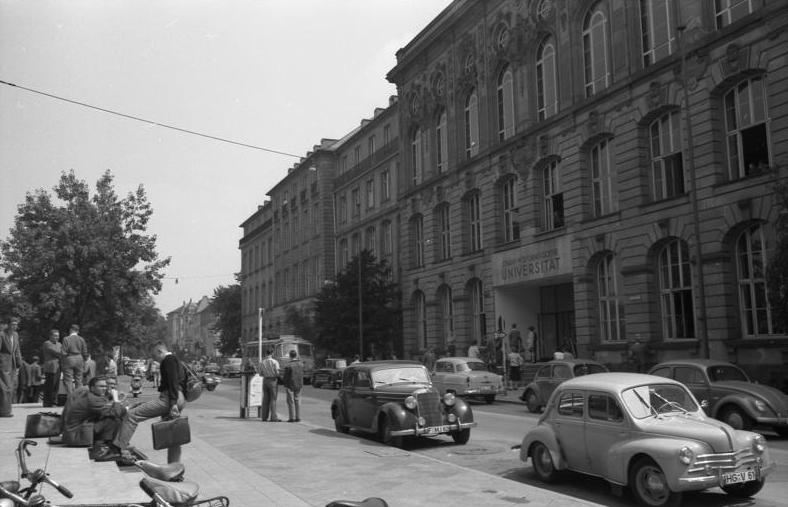
Hauptgebäude der Universität (Jügelhaus), Juni 1958

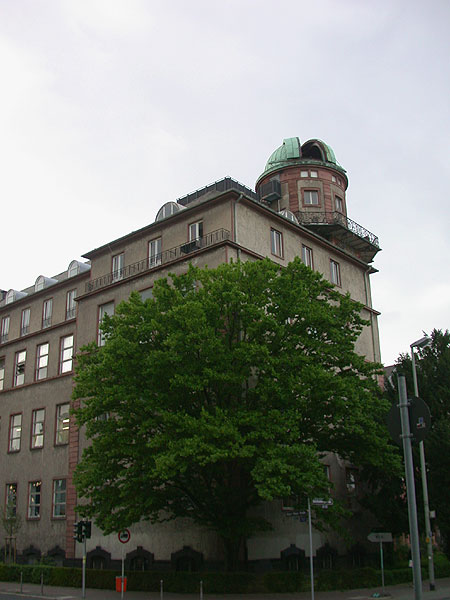
Campus Bockenheim: Sternwarte des Physikalischen Vereins, Mai 2004

Die Gründung der Universität geht wesentlich auf das Engagement des Frankfurter Oberbürgermeisters Franz Adickes zurück. Es war Adickes’ Wunsch, neben der Ansiedlung von Industrieunternehmen in Frankfurt auch Kultur- und Bildungsstätten zu fördern. Zu diesem Zweck unterstützte er alle Initiativen, die zielgerichtet auf eine Universität hinführen mussten. Einen Weggefährten fand er in Wilhelm Merton, dem Gründer der Metallgesellschaft, der ebenfalls davon überzeugt war, dass zwischen dem Handel und der Industrie, aber auch der sozialen Wohlfahrt und der Wissenschaft eine unzertrennliche Verbindung bestehe. So gründete Merton mit eigenen und fremden Mitteln 1890 das Institut für Gemeinwohl und 1901 die Akademie für Sozial- und Handelswissenschaften.
Die Akademie bildete bei der Universitätsstiftung eine Keimzelle der ersten wirtschafts- und sozialwissenschaftlichen Fakultät in Deutschland. Auch die medizinische Fakultät geht wesentlich auf private Stiftungen zurück: Hannah Luise von Rothschild hatte 1890 eine Zahnklinik, das Carolinum, gegründet. 1901 stiftete Johanna Stern, die Witwe des Bankiers Theodor Stern, eine halbe Million Mark für das Medizinische Institut zur Förderung der physiologischen Forschung. Franziska Speyer, die Witwe des Bankiers Georg Speyer, finanzierte die Errichtung eines Instituts zur Erforschung von Infektionskrankheiten, dessen Leitung 1906 dem Wissenschaftler, Arzt und späteren Nobelpreisträger Paul Ehrlich übertragen wurde. Adickes trieb die Gründung einer Akademie für praktische Medizin voran, welche die bestehenden Stiftungen aufnehmen sowie weitere medizinische Institute und Kliniken ansiedeln sollte, und sammelte weitere Stiftungen und Vermächtnisse, unter anderem des Philanthropen Charles Hallgarten, des Bankiers Otto Braunfels und der Erben des Buchhändlers Carl Christian Jügel. Durch dessen Vermächtnis von zwei Millionen Goldmark und das Millionenvermächtnis Franziska Speyers war schließlich das Startkapital für die Stiftungsuniversität auf mehr als 14 Millionen Goldmark angewachsen und alle Voraussetzungen dafür erfüllt, dass Frankfurt neben Berlin die am besten ausgestattete Hochschule Preußens werden sollte. Die Stadt Frankfurt stellte dafür Grundstücke im Westend und das städtische Klinikum in Sachsenhausen zur Verfügung.
Zu den weiteren Stiftern zählten der Physikalische Verein, der acht naturwissenschaftliche Institute einbrachte, die Dr. Senckenbergische Stiftung mit dem bereits auf das Jahr 1763 zurückgehenden Institut für Anatomie und dem Botanischen Institut, die Senckenbergische Naturforschende Gesellschaft, deren Bibliothek zusammen mit der Stadtbibliothek mit damals rund 350.000 Bänden und der Rothschild-Bibliothek mit rund 70.000 Bänden die Literaturversorgung der Universität übernahm, und das Neurologische Institut von Ludwig Edinger.
Der Stiftungsvertrag wurde am 28. September 1912 beurkundet. Das dem Vertrag vorgeheftete Schmuckblatt hatte Otto Linnemann gestaltet. Es zeigt Athene als Göttin der Wissenschaften auf einem Sockel mit dem Frankfurter Stadtwappen und vor einem Fenster, in dem links die Leonhardskirche und der Rententurm, rechts der Domturm zu sehen sind. Die 1219 errichtete Leonhardskirche war die erste Stiftung Frankfurter Bürger, der Bau des Domturms wurde im 15. Jahrhundert von Stadt und Bürgerschaft finanziert und sein Wiederaufbau nach dem Brand von 1867 vor allem durch großzügige Spenden der Bürger sowie des Kaisers ermöglicht.
Gegen die Universitätsgründung formierte sich Widerstand aus verschiedenen Richtungen. Im Preußischen Abgeordnetenhaus bestritten Abgeordnete der Konservativen, Freikonservativen und Nationalliberalen die Notwendigkeit einer weiteren Universität in Deutschland und äußerten Bedenken gegen eine „freie“, auf Initiative von Bürgern gegründete Großstadtuniversität. Im Frühjahr 1911 richtete die Konferenz der Rektoren aller preußischen Universitäten auf Antrag der Universität Marburg eine Petition an den preußischen Kultusminister, die Gründung der Frankfurter Universität zu versagen. Es bestehe kein Bedarf für eine weitere Universität, die Neugründung werde den benachbarten Universitäten Gießen und Marburg schweren Schaden zufügen, überdies sei die Finanzierung des Vorhabens nicht gesichert. In der Frankfurter Stadtverordnetenversammlung sprach sich Max Quarck am 19. Juni 1911 im Namen der SPD-Fraktion gegen die Gründung einer weiteren königlich preußischen Doktorenfabrik aus. Die Form der deutschen Universität sei überlebt und bringe nur der herrschenden Klasse Nutzen.
Gegen alle Widerstände erreichten Adickes und Merton, dass Kaiser Wilhelm II. als preußischer König am 10. Juni 1914 die Gründung der „Stiftungsuniversität“ unter dem Namen Königliche Universität zu Frankfurt am Main genehmigte. Der Gründungsakt sollte am 18. Oktober 1914 im Beisein des Kaisers stattfinden; dieser sagte aber wegen des Ersten Weltkrieges seine Teilnahme ab.
Richard Wachsmuth wurde Rektor. Im Wintersemester 1914/1915 gab es 618 Studenten (davon 100 Frauen) und 50 Professoren.

### Die Erweiterung des Fächerangebots in den 1920er Jahren
Nach dem Ersten Weltkrieg war das Stiftungsvermögen zunächst ruiniert, ein Universitätsvertrag zwischen Stadt und Staat – Frankfurt und Preußen – schuf jedoch Entlastung aus finanziellen Nöten. Gleichzeitig wurden 1872 Mitarbeiter der Kaiser-Wilhelm-Universität zu Straßburg entlassen und von Frankreich gezwungen, Straßburg zu verlassen. Es wurde beschlossen, dass Frankfurt die Tradition der Universität Straßburg fortsetzen und bewahren sollte. So ging die gesamte Universitätsbibliothek, die noch kurz vor der französischen Besetzung gerettet werden konnte, in das Eigentum der Universität Frankfurt über. Auch wurde der Hilfsbund Elsaß-Lothringen begründet. Das daraus hervorgegangene Elsaß-Lothringen-Institut war bis 1945 mit der Universität assoziiert, musste dann jedoch den Wissenschaftsbetrieb einstellen. In der Satzung wurde das Aufgabenfeld auf rein wissenschaftliche Ziele beschränkt, um jede Form von Revanchismus auszuschließen. In den wenigen Jahren zwischen 1918 und 1932 erlebte die Frankfurter Universität eine große Blüte. Die Verknüpfung zwischen Stadt und Universität war durch das Kuratorium und den großen Rat, in dem Stadt und Stifterfamilien Mitspracherecht hatten, institutionell gesichert. Der Fächerkanon wurde erweitert und bedeutende Wissenschaftler berufen. 1914 wurde der Nobelpreisträger Max von Laue erster Inhaber des Lehrstuhls für Theoretische Physik. 1916 wurde Julius Ziehen für den ersten Frankfurter Pädagogiklehrstuhl gewonnen, Franz Oppenheimer 1919 für den ersten soziologischen Lehrstuhl Deutschlands; ihm folgte Karl Mannheim 1930.
1919 kam der spätere Nobelpreisträger Max Born im Tausch mit Max von Laue an die Universität Frankfurt.
1920 wechselte der Physiker Friedrich Dessauer – bekannt durch seine Forschungen zur Strahlenkunde – nach Frankfurt. 1922 unternahmen die Physiker Otto Stern und Walther Gerlach am physikalischen Institut der Universität ein für die Geschichte der Quantenmechanik bedeutendes Experiment, das als Stern-Gerlach-Versuch bekanntgeworden ist.
Schon 1914 übernahm Otto zur Strassen den Lehrstuhl für Zoologie und war 1922/1923 Rektor der Universität.
1924 wurde Richard Wilhelm als Honorarprofessor auf den neu gegründeten Stiftungslehrstuhl für Chinesische Geschichte und Chinesische Philosophie berufen; 1927 wurde daraus ein ordentlicher Lehrstuhl.
Ebenfalls 1924 wurde auf Initiative der Familie Weil das „Institut für Sozialforschung“ an der Frankfurter Universität gegründet. Direktor des Instituts wurde Carl Grünberg, der zugleich Ordinarius an der Wirtschafts- und Sozialwissenschaftlichen Fakultät war. Seine Nachfolge als Institutsleiter trat 1930 Max Horkheimer an, der nach US-amerikanischem Exil während des Zweiten Weltkrieges 1950 nach Frankfurt zurückkehrte und mit Theodor W. Adorno und anderen die „Frankfurter Schule“ repräsentieren sollte. Nach dem Willen der überwiegend jüdischen Stifter wurde keine Theologische Fakultät eingerichtet, denn Glaubensfragen und Konfessionszugehörigkeit sollten in der weltoffenen, liberalen Hochschule keine Rolle spielen. Allerdings legten die Stifter Wert auf eine kritisch-analytische Behandlung aller Konfessionen, wie es die Philosophische Fakultät in ihrem Diskussionsforum für Dozenten unterschiedlicher Konfessionen bot. An der Universität Frankfurt, die sich seit 1932 „Johann Wolfgang Goethe-Universität“ nannte, lehrten die jüdischen Dozenten Franz Rosenzweig und Martin Buber und der Protestant Paul Tillich.
Die Studenten – ihre Anzahl war bis 1923 auf mehr als 5000 gestiegen – kamen zum größten Teil aus einer soliden Mittelschicht. Beamte und Lehrer, Bauern, Kleinlandwirte, Handel- und Gewerbetreibende sowie Angestellte waren ihre Väter. Auch hier war der Anteil von Juden im Vergleich zu anderen Universitäten sehr hoch und der Anteil von Verbindungsstudenten auffallend niedrig. Im Jahr 1930 wurde mit der Bakteriologin Emmy Klieneberger die erste Frau an der Universität Frankfurt habilitiert.

### Die Universität während des Nationalsozialismus
„Der Faschisierungsprozeß der Studenten und der Professorenschaft begann lange vor 1933“, aber die eigentliche Gleichschaltung aller Bereiche von Politik, Gesellschaft und Kultur gemäß den nationalsozialistischen Vorstellungen nahm erst nach dem 30. Januar 1933 volle Fahrt auf und führte in Frankfurt zu einer sehr schnellen Säuberung der als verjudet angesehenen Goethe-Universität. Von den 351 Wissenschaftlerinnen und Wissenschaftlern, die im Wintersemester 1932/33 zum Lehrkörper der Universität gehörten, wurden nach neueren Forschungen 128 aus rassenideologischen oder politischen Gründen aus dem Hochschuldienst entlassen. Das waren 36,5 % der Lehrenden, mehr als an jeder anderen deutschen Universität. Nicht enthalten sind in dieser Zahl die verfolgten und vertriebenen Assistentinnen und Assistenten, zu denen bislang – mit Ausnahme der Medizinischen Fakultät – noch keine genaueren Angaben vorliegen.
Während 1933 auch 66 sozialistische und kommunistische sowie jüdische Studierende von der Hochschule verwiesen wurden, störte der Nationalsozialistische Deutsche Studentenbund mit Verständnis der gleichgeschalteten Universitätsverwaltung massiv Vorlesungen der wenigen aufgrund des Frontkämpferprivilegs noch verbliebenen jüdischen Professoren.
Studenten beteiligten sich am 10. Mai 1933 auch an der Bücherverbrennung auf dem Römerberg.
Die jüdischen Universitätsstiftungen wie z. B. die Paul-Ehrlich-Stiftung wurden arisiert und in die Universität eingegliedert; andere, wie zum Beispiel das Institut für Sozialforschung, hatten rechtzeitig ihre Verlegung ins Ausland organisieren können. 1935 wurde das Universitäts-Institut für Erbbiologie und Rassenhygiene Frankfurt am Main gegründet, das auch als amtsärztliche Beratungsstelle diente und unter Leitung des Mediziners und Humangenetikers Otmar Freiherr von Verschuer eine Gesamtlösung des „Judenproblems“ konzipieren sollte (der spätere Lagerarzt Josef Mengele arbeitete zeitweise bei ihm als Assistent).
Unter der Leitung von Walter Platzhoff, der neben seiner Funktion als Rektor der Universität auch dem Direktorium des historischen Seminars vorstand, orientierte sich die Lehr- und Forschungsarbeit der Frankfurter Historiker in den Jahren 1933–1945 an den Bedürfnissen der nationalsozialistischen
Bildungs- und Wissenschaftspolitik. Vorlesungen zu „völkischen Geschichtsproblemen“ oder zur „innerdeutschen Entwicklung vom Zweiten zum Dritten Reich“ wurden dabei nicht nur im Rahmen des Geschichtsstudiums, sondern auch als Teil der für Studierende aller Fächer verpflichtenden Vorlesungsreihe „Volk, Staat und Politik“ gehalten. Mit dem Seminar in enger Verbindung stand das schon 1921 gegründete Institut der Elsaß-Lothringer im Reich, dessen Vorsitz der auf Grenzlanddeutschtum und Auslandsdeutschtum spezialisierte Historiker Paul Wentzcke seit 1935 innehatte und in dem 1941 eine Publikationsstelle der Westdeutschen Forschungsgemeinschaft errichtet wurde. Eine seiner Hauptaufgaben bestand in der Übersetzung französischer Literatur und Pressetexte, die unter anderem an die Gauleiter in den besetzten französischen Gebieten und die Propagandaabteilungen der Militärbefehlshaber in Paris verschickt wurden. Walter Platzhoff fungierte zudem als hochrangiger Wissenschaftsfunktionär und Arbeitsgruppenleiter zur neueren Geschichte im Rahmen der wissenschaftlichen Großprojekte der Aktion Ritterbusch.

### Wiederaufbau und Anknüpfen an demokratische Traditionen

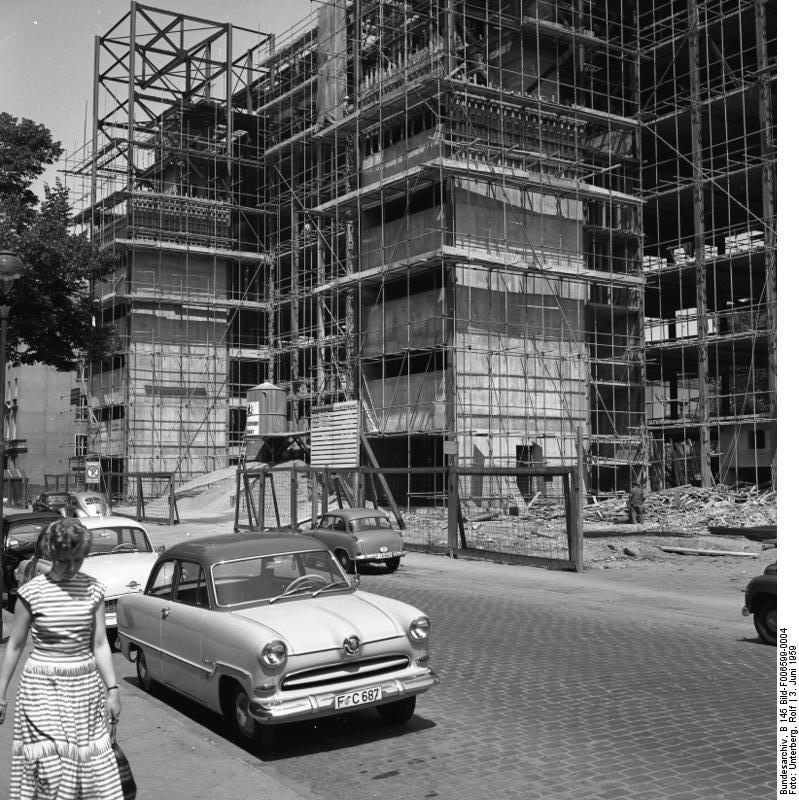
Neubau der philosophischen Fakultät (1959)

Nach dem Zweiten Weltkrieg verfügte die amerikanische Militärregierung zunächst eine Schließung der Universität. Durch die Bemühungen des für das Amtsjahr 1945/1946 gewählten Rektors Georg Hohmann, im Verbund mit dem kurzzeitig nach Kriegsende als amtierender Bürgermeister fungierenden Wilhelm Hollbach sowie mit Unterstützung amerikanischer Militärbeauftragter und dem Engagement einiger politisch unbelasteter Wissenschaftler und Repräsentanten der Stadt wurde die Universität schließlich am 1. Februar 1946 wiedereröffnet. Hohmanns Nachfolger, der aus amerikanischer Kriegsgefangenschaft zurückgekehrte Jura-Professor Walter Hallstein sowie der damalige Kultusminister und spätere Rektor Franz Böhm bemühten sich darum, die neu gewonnene akademische Freiheit und Selbstbestimmung der Hochschule zu entwickeln. Der aus der amerikanischen Emigration nach Frankfurt zurückgekehrte Max Horkheimer (Rektor 1951–1953, anschließend Leiter des Instituts für Sozialforschung) hatte allerdings 1948 bei einem seiner ersten Besuche in Frankfurt noch einen eher sarkastischen Blick auf seine früheren und künftigen Kollegen: „Die Fakultät […] ist überfreundlich und erregt Brechreiz. Die Brüder sitzen noch genauso da […] als ob nichts geschehen wäre.“
Gemeinsam mit anderen Universitäten der amerikanischen Zone setzte man in Frankfurt auf die Einrichtung der bislang fehlenden Theologischen Fakultät, auf allgemein verbindliche Vorlesungen zu ethisch-moralischen Fragen und gegebenenfalls auch zur Politik. Parallel wurde eine internationale Öffnung der Universität, vor allem zu den USA, angestrebt; in diesem Rahmen besuchte 1949 eine Professorendelegation aus Chicago Kollegen und Studenten in Frankfurt.

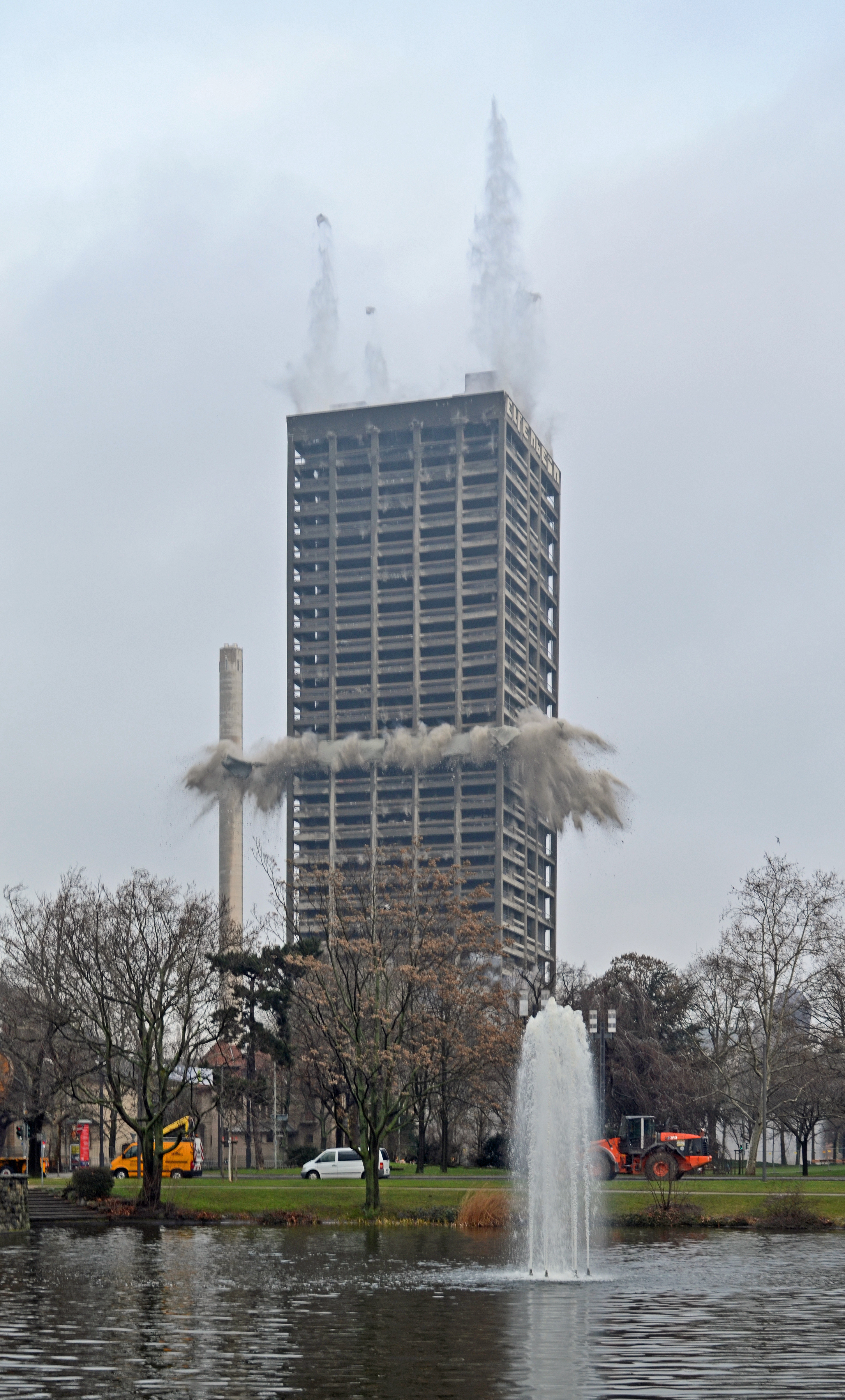
Der 1972 erbaute AfE-Turm wurde am 2. Februar 2014 gesprengt

### Die Ordinarienuniversität der 1950er und 1960er Jahre

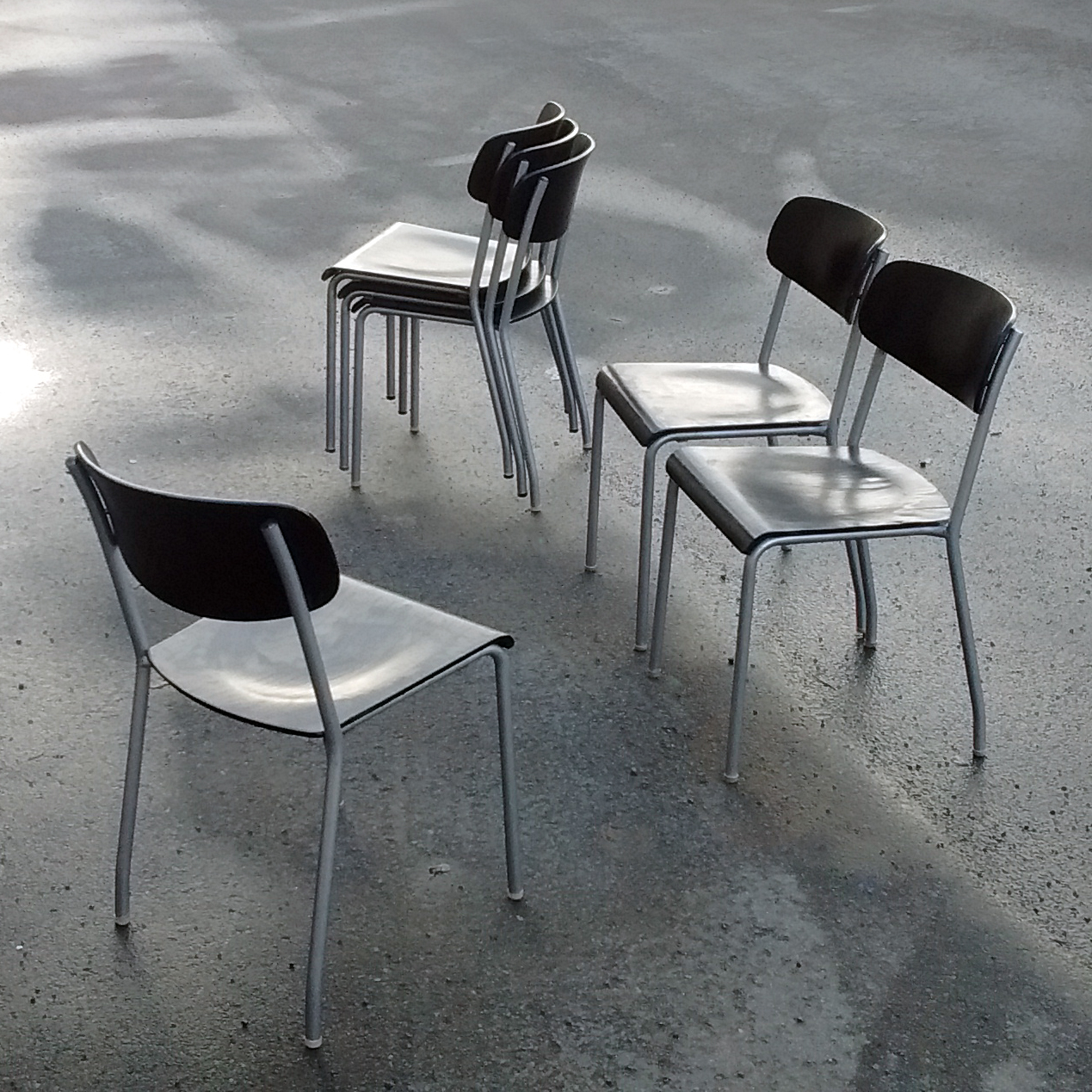
Das groß angelegte Universitätsbauprogramm unter Ferdinand Kramer berücksichtigte auch die Ausstattung bis in die Details, darunter auch den „Frankfurter Universitätsstuhl“

1953 stieg das nach Kriegsende neu gegründete Land Hessen in die finanziellen Verpflichtungen des ehemaligen preußischen Staates ein und 1967 wurde die Goethe-Universität eine Landesuniversität. Damit verbunden war ein Rückzug der Stadt Frankfurt aus der finanziellen Verantwortung. Eine größere Veränderung ergab sich auch durch die nun stärkere Verknüpfung der Lehrerausbildung mit den Fachwissenschaften, da die Hochschule für Erziehung als Abteilung für Erziehungswissenschaften in die Universität integriert wurde. Parallel wurden die traditionsreichen fünf Fakultäten – Rechtswissenschaft, Medizin, Philosophie, Naturwissenschaften sowie Wirtschafts- und Sozialwissenschaften – in (damals) 19 Fachbereiche aufgeteilt.
Dass mit der organisatorischen Umgestaltung nicht auch eine Reform der Lehrinhalte und -formen einherging, belebte die studentischen Proteste der Jahre 1968 und 1969, die deutschlandweit ausbrachen. Ein Höhepunkt und eine exemplarische Charakterisierung der Proteste war die symbolische Umbenennung der Johann Wolfgang Goethe-Universität in „Karl-Marx-Universität“ durch den Sozialistischen Deutschen Studentenbund.
Nachhaltige Veränderungen gab es aber in den Entscheidungsstrukturen der Universität: Hatte bislang allein die Versammlung der ordentlichen Professoren (Lehrstuhlinhaber, Ordinarien), in Abstimmung mit dem zuständigen Ministerium, über die Entwicklung der Universität befunden und entschieden, erreichten jetzt die Studierenden durch das Hessische Universitätsgesetz vom 12. Mai 1970 direkte Mitbestimmungsrechte durch Mitsprache aller Statusgruppen.

### Gruppenuniversität
Für die nun folgenden rund 30 Jahre fungierte die Universität intern als eine manchmal sehr lebhaft agierende Gruppenuniversität mit starken und kontroversen Auseinandersetzungen zwischen den verschiedenen Statusgruppen (Professoren, wissenschaftliche Mitarbeiter, Studenten, Sonstige). Allermeistens entzündeten sich die Kontroversen zwischen den Gruppen der Professoren und Studierenden, zuweilen auch konkret zwischen Präsident und Studentenschaft. So schwappte beispielsweise der von der FU Berlin ausgegangene bundesweite Studentenstreik von 1988/1989 im November 1988 an die Universität Frankfurt über, wo zunächst der Fachbereich Gesellschaftswissenschaften betroffen war. Die Situation war geprägt von „neu entstandenen Formen der Selbstorganisation, wie Aktionsausschüssen, Zentralem Fachschaftenrat und Vollversammlungen“. Vorausgegangen waren in Frankfurt studentische Protestaktionen schon im Juli des gleichen Jahres anlässlich einer Einladung von Seiten der Universitätsleitung an den Bosch-Manager und früheren NS-Wirtschaftsfunktionär Hans Lutz Merkle für eine vom Präsidialamt organisierte und später abgebrochene Vorlesungsreihe Beruf als Erfahrung.

### Übergang zur Präsidialuniversität
Mit der Hochschulrechtsreform 2000 drängte die damalige CDU-FDP-Landesregierung die Mitwirkung durch die Statusgruppen zu Gunsten einer stärker zentralen Führung durch eine kollegial agierende Hochschulleitung zurück. Uni-intern in den Fachbereichen wurden hierbei allerdings manche Veränderungen nicht schlagartig, sondern mehr allmählich umgesetzt, was die Akzeptanz erhöhte. Unter Präsident Rudolf Steinberg wurde in diesen und den folgenden Jahren auch ein Programm zur Schwerpunktbildung in der Wissenschaft und zur Verbesserung der Qualität in Studium und Lehre umgesetzt, das die Stellung der Universität im nationalen und internationalen Vergleich aufwerten sollte. Interessanterweise verbesserte sich in dieser Zeit auch das Verhältnis zwischen Professorenschaft und Studentenschaft (Fachschaft) in vielen Fachbereichen merklich.

### Erneute Stiftungsuniversität ab 2008

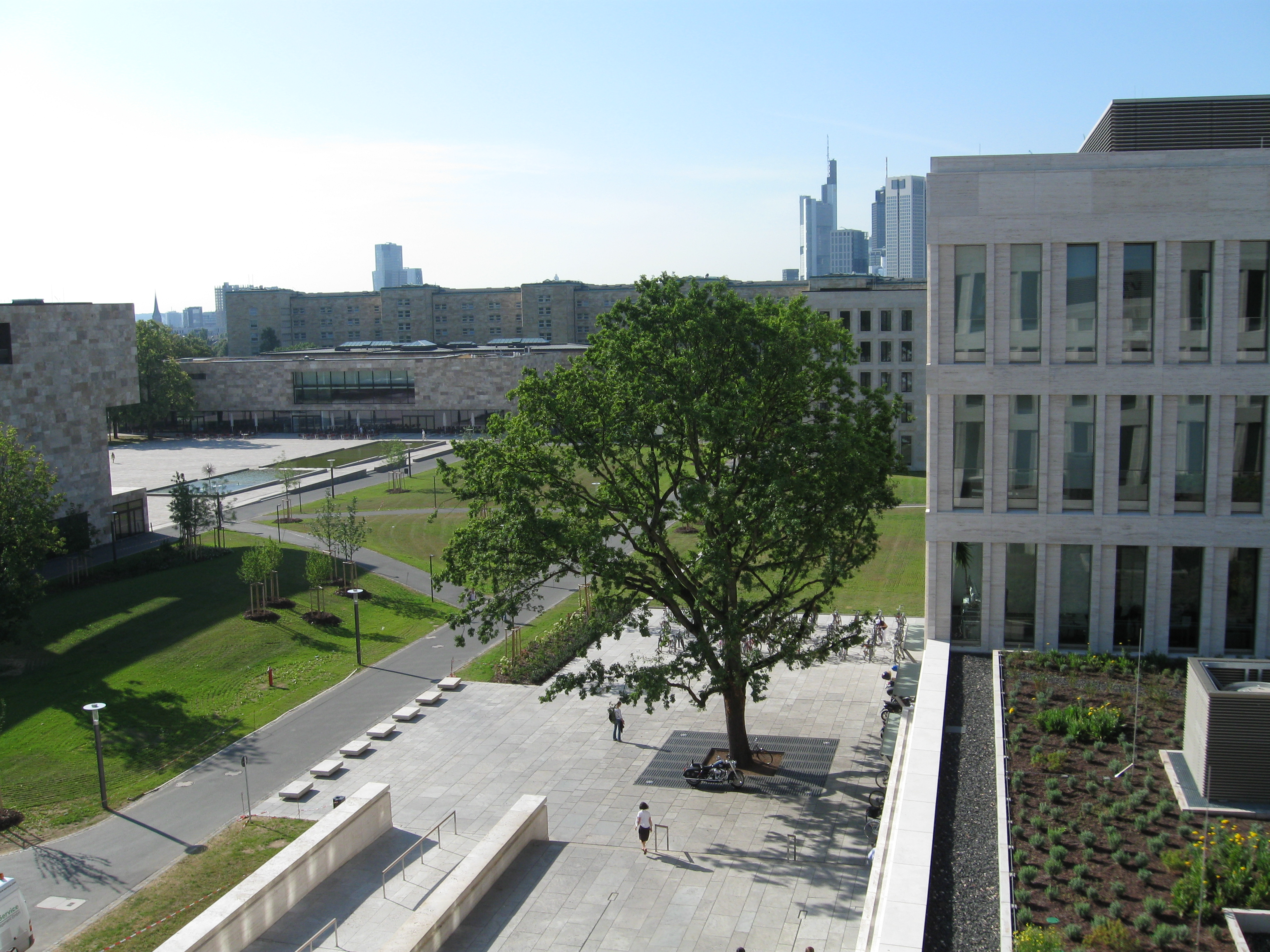
Der neue Campus Westend – Blick nach Süden, August 2009 (vom RuW-Gebäude)

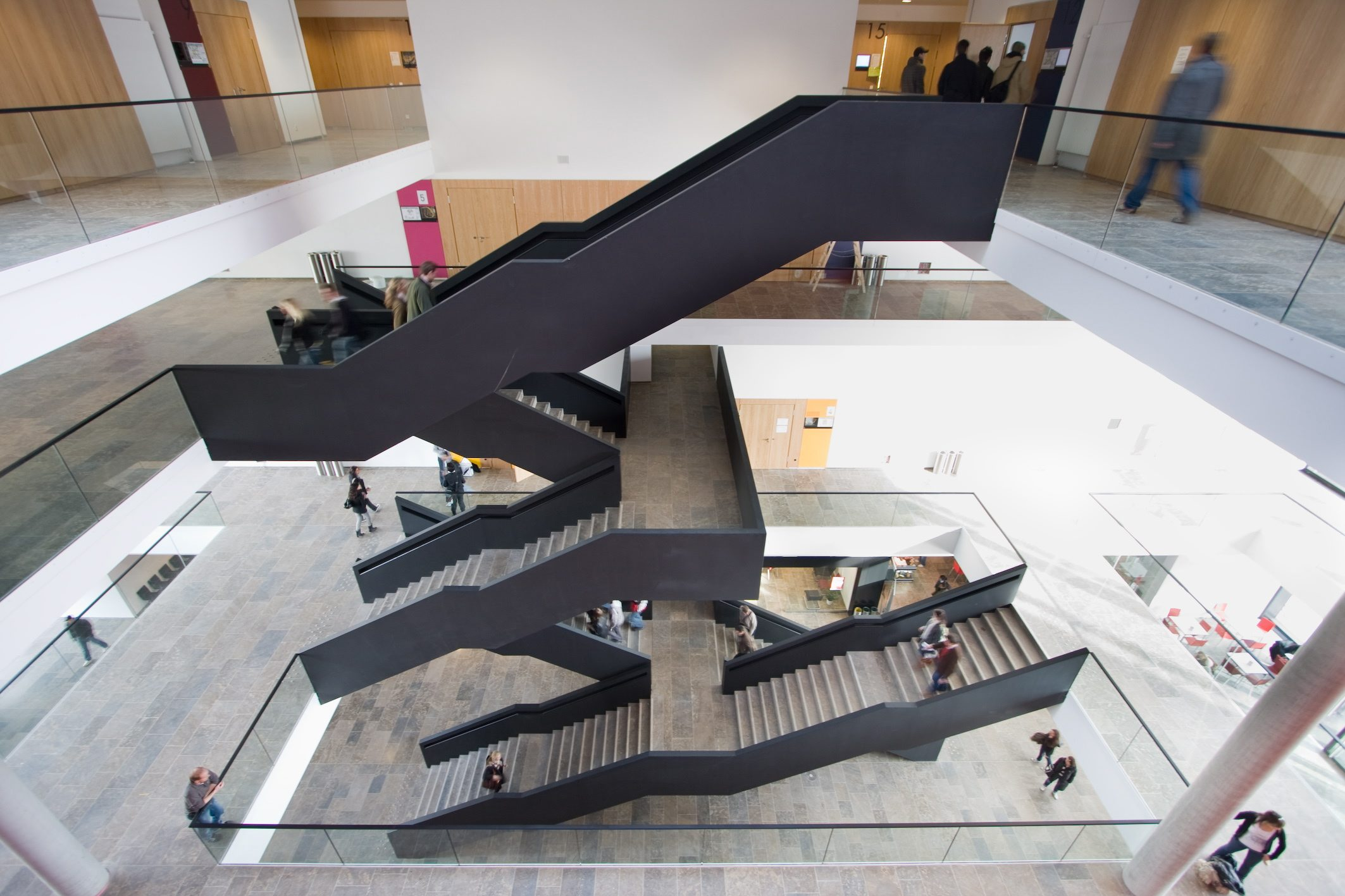
Das neue Hörsaalgebäude des Campus Westend, November 2010

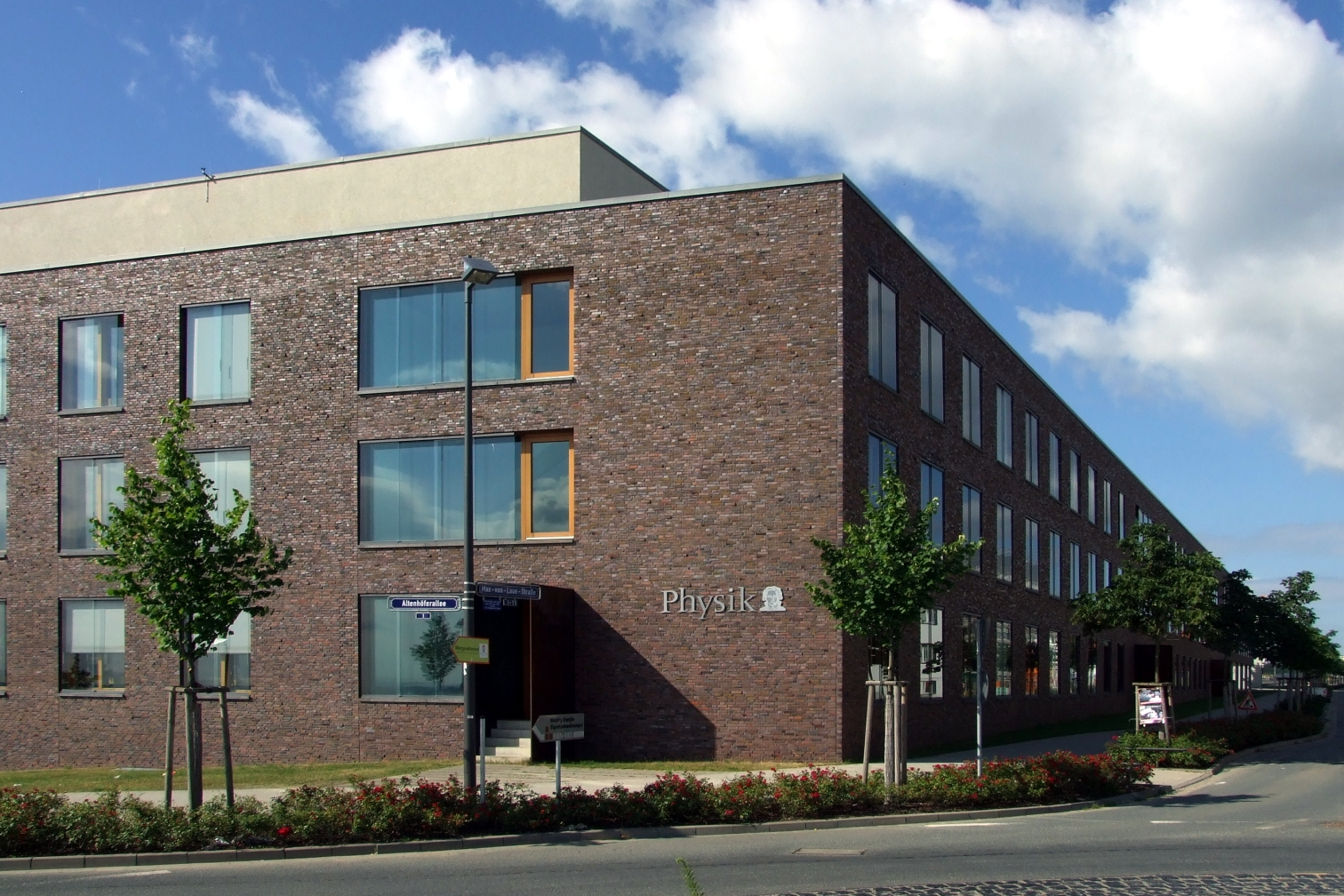
Das neue Institutsgebäude der Physik am Campus Riedberg, Juni 2008

Am 14. Februar 2007 beschloss der Senat die Umwandlung in eine Stiftungsuniversität unter bestimmten Voraussetzungen. Mit diesem Schritt knüpfte die Hochschule an ihre Stiftertradition an. Vorteile sah die Hochschulleitung in einer erweiterten Möglichkeit, Stifter und Förderer an die Universität zu binden, daneben auch in einem Zuwachs an Unabhängigkeit. Die Umwandlung stand nach Ansicht der Hochschulleitung in der Kontinuität des Hochschulentwicklungsplanes vom Jahr 2001, wo es schon hieß: „In ihrem Hochschulentwicklungsplan 2001 setzt sich die Universität Frankfurt das Ziel, auf der Basis eines breiten Fächerspektrums in zukunftsweisenden Schwerpunkten in Forschung und Lehre Spitzenleistungen zu erbringen und eine Führungsposition in der Bildungslandschaft zu erreichen.“
Die Umwandlung erfolgte als Stiftungsuniversität des öffentlichen Rechts; eine privatrechtliche Stiftung war diskutiert und verworfen worden. Ein Teil der Veräußerungserlöse der Grundstücke in Bockenheim, die sich noch im Eigentum des Landes befanden, sowie Zustiftungen Privater bildeten den Kapitalgrundstock für die Umwandlung. Die größte private Einzelstiftung für zusätzliche finanzielle Spielräume in Forschung und Lehre erfolgte im Sommer 2007 durch die Familie Kassel in Höhe von 32 Millionen Euro.
Mit dem Stiftungsstatut ging auch eine Veränderung des Hessischen Hochschulgesetzes (§§ 81 ff.) einher, die der Universität ein für staatliche Universitäten hohes Maß an Autonomie einräumte. Das entsprechende Gesetz der Landesregierung wurde im September 2007 mit den Stimmen der CDU-FDP-Regierungskoalition verabschiedet und nahm in weiten Teilen die von der Universität und angestrebten Entwicklungsziele und auch die Forderungen der Personalvertreter zum Schutz der Mitarbeiter auf. Von ihnen und von Studentenvertretern war insbesondere befürchtet worden, der Einfluss privater Geldgeber auf die Universität könne dominant, die Freiheit von Forschung und Lehre beschnitten und eine einseitige ideologische Ausrichtung durchgesetzt werden, wodurch auch die Arbeitsbedingungen der Mitarbeiter verschlechtert würden. Dem setzte die Universitätsleitung im November 2008 als erstes Universitätsorgan in Deutschland einen Kodex entgegen, der detailliert die Annahme von Mitteln privater Dritter regelt. Im Zentrum stand und steht die Bewahrung der Freiheit von Forschung und Lehre.
Auch nach der Umwandlung in eine Stiftung des öffentlichen Rechts blieb die Universität staatlich und unterliegt in geänderter Rechtsform nach wie vor dem Hessischen Hochschulgesetz. Sie kann aber eine Reihe von eigenen Regelungen beschließen, die von den für die anderen Hochschulen des Landes geltenden Bestimmungen des Hessischen Hochschulgesetzes abweichen. Sie sollte nach damaliger Ansicht unter anderem in folgenden zentralen Entwicklungsbereichen gewinnen:
- Auswahl von Studenten
- Berufung von Professoren
- Qualitätsmanagement

Hinzu kam die Beseitigung einer Vielzahl von Zustimmungs- und Genehmigungsvorbehalten. Felder autonomer Gestaltung eröffneten sich ferner durch die Übertragung der Dienstherreneigenschaft und teilweise auch der Bauherreneigenschaft.
Zum 1. Januar 2008 wurde die Umwandlung der Johann Wolfgang Goethe-Universität in eine Stiftungshochschule öffentlichen Rechts vollzogen. Ab dem 1. Juni 2008 wählte die Universität zudem als bevorzugte Schreibweise ihres Namens die Bezeichnung Goethe-Universität Frankfurt am Main. und passte das Universitätslogo an. Hierdurch sollte die Markenidentität Goethe stärker hervorgehoben werden. Schon 2009 erhielt die Universität über 10 Millionen Euro an Zuwendungen und Spenden und damit rund 2 Millionen Euro mehr als im Vorjahr. Hinzu kamen die von den Forschern und der Universität eingeworbenen Drittmittel in Höhe von damals 137,1 Millionen Euro, die sich seitdem weiter erhöhten. Gleichzeitig stieg die Zahl der Stiftungs- und Stiftungsgastprofessuren. 2009 sollte die Universität von der Stadt Frankfurt die ersten fünf von insgesamt 15 Millionen Euro Zuschuss erhalten. Insgesamt gesehen entwickelten sich allerdings die (Groß-)Spendeneingänge in den späteren Jahren nicht mehr ganz so stark, wie dies zunächst den Anschein hatte.
Auf Rudolf Steinberg, der die Gründung einer Stiftungsuniversität maßgeblich initiiert und durchgesetzt hatte, folgte nach achteinhalb Jahren Amtszeit Anfang 2009 als neuer Präsident der Universität Werner Müller-Esterl. Per 1. Januar 2015 wurde die Präsidentschaft der Universität von Birgitta Wolff übernommen, die 2021 von Enrico Schleiff abgelöst wurde.

### Entwicklungsprofil und Spitzenforschung
Im Rahmen der Exzellenzinitiativen des Bundes und der Länder gelang es der Goethe-Universität bisher zwar nicht, mit ihrem Zukunftskonzept eine Förderung für die Gesamt-Universität zu erwirken. Jedoch wurden anlässlich der zweiten Förderlinie der Initiative drei Forschungsnetzwerke der Universität – je eines im Bereich der Medizin, der Naturwissenschaften und der Geistes- und Sozialwissenschaften – als Exzellenzcluster in eine großzügige Förderung aufgenommen:
- seit 2012: das Exzellenzcluster Cardio-Pulmonary System (zusammen mit der Justus-Liebig-Universität Gießen)
- 2006–2018: das Exzellenzcluster Macromolecular Complexes
- 2007–2018: das Exzellenzcluster The Formation of Normative Orders (Die Herausbildung normativer Ordnungen)

Im Rahmen der dritten Förderlinie (Exzellenzstrategie) wird ab Januar 2019 nur noch das Exzellenzcluster im Forschungsverbund mit Gießen gefördert.
Die Ablehnung aller Förderanträge im Rahmen der Exzellenzstrategie für den Zeitraum ab 2019 – außer demjenigen für das Cardio-Pulmonale Institut – sorgte im September 2017 international für Aufsehen. Insbesondere die Absage an eine Fortführung des Clusters Normative Orders wurde in einem offenen Brief kritisiert. Die Zukunft des Projekts ist kurz darauf von der hessischen Landesregierung zugesichert worden. In welcher Form es fortgeführt werden soll, ist aber noch offen.
Daneben war die Universität im Jahr 2018 an sechs Sonderforschungsbereichen (SFBs) der Deutschen Forschungsgemeinschaft beteiligt, wovon zwei Transregio-SFBs sind (Verbünde u. a. mit der Universität Mainz und der TU Kaiserslautern). Bei den meisten (derzeit bei fünf der sechs) SFBs stellen Professoren der Goethe-Universität auch die jeweiligen Sprecher. Darüber hinaus unterhält die Universität derzeit sieben nationale Graduiertenkollegs und organisiert innerhalb der SFBs acht weitere integrierte Graduiertenkollegs. Die Einwerbung von EU-Mitteln wurde nun auch von Seiten der Zentralverwaltung verstärkt gefördert.
Seit 2009 führt die Universität intern die Graduiertenakademie Goethe Research Academy for Early Career Researchers (GRADE), welche allen Nachwuchswissenschaftlern offensteht und spezifische Hilfestellungen und Weiterbildungen für Promovierende und Postdocs anbietet. Voraussetzung für die Registrierung bei GRADE sind die Annahme zur Promotion an einem der Fachbereiche bzw. die Anstellung als Postdoc an der Goethe-Universität. GRADE wird von einem Team geleitet, welchem ein Vorstand vorsteht.

## Fachbereiche und interne Organisation
Die Universität ist unterhalb der zentralen Verwaltung in 16 Fachbereiche gegliedert:
| - FB 01: Rechtswissenschaft - FB 02: Wirtschaftswissenschaften - FB 03: Gesellschaftswissenschaften - FB 04: Erziehungswissenschaften - FB 05: Psychologie und Sportwissenschaften - FB 06: Evangelische Theologie - FB 07: Katholische Theologie - FB 08: Philosophie und Geschichtswissenschaften | - FB 09: Sprach- und Kulturwissenschaften - FB 10: Neuere Philologien - FB 11: Geowissenschaften/Geographie - FB 12: Informatik und Mathematik - FB 13: Physik - FB 14: Biochemie, Chemie und Pharmazie - FB 15: Biowissenschaften - FB 16: Medizin |

Die Fachbereiche sind unter anderem für die Konzeption, die Durchführung und die Klausuren der derzeit etwa 170 Studiengänge verantwortlich. Ferner sind sie für Promotionen und Habilitationen verantwortlich. Ebenfalls sind sie im Allgemeinen zuständig für Vorschläge zur Ernennung außerplanmäßiger Professoren, Honorar- und Kooperations- oder Kooptations-Professuren sowie weiteren Kategorien von Lehrkräften. Hierbei sowie generell bei Neu-Berufungen regulärer Professoren (den Universitätsprofessuren) bereiten sie alle Schritte vor, damit das Präsidium auf dieser Basis eine Berufung aussprechen kann (bzw. bei Nicht-Professoren die formale Einstellung erfolgen kann). Über die Verwendung der den Fachbereichen zugewiesenen Finanzmittel können sie bis zu einem gewissen Grad und unter Beachtung der ihnen obliegenden Lehraufgaben selber entscheiden. Viele Fachbereiche sind intern in mehrere Institute untergliedert, die eine gewisse (begrenzte) Selbstverwaltung pflegen können. Die Leitung der Institute und Dekanate in den Fachbereichen unterliegt im Allgemeinen dem Rotationsprinzip mit einer Amtsdauer der Amtsinhaber von meist ein bis drei Jahren.
Die Universität hat einen Haustarifvertrag mit den Gewerkschaften GEW und Ver.di abgeschlossen, eine Integration der studentisch Beschäftigten wird seitens der Gewerkschaften angestrebt. Die 2016 gegründete Gewerkschaft unter_bau strebt ebenfalls Tarifverhandlungen mit dem Präsidium an.

## Angeschlossene Institute und sonstige Einrichtungen
Zur Goethe-Universität gehören eine Reihe von wissenschaftlichen Zentren, die sich mit Forschung in bestimmten Themenfelder beschäftigen. Einige weitere sogenannte „verbundene Einrichtungen“ wurden von der Universität oder unter ihrer Beteiligung gegründet bzw. arbeiten eng mit ihr zusammen. Außerdem kooperiert die Universität mit zahlreichen größeren und kleineren Forschungseinrichtungen der Region auf Basis von Kooperationsvereinbarungen.
| - China-Institut - E-Finance Lab - Europäische Akademie der Arbeit (HoL bzw. EAdA) - Frankfurt Institute for Advanced Studies (FIAS) - Frobenius-Institut - Goethe Business School - Hessisches Zentrum für Künstliche Intelligenz (hessian.AI) - House of Finance (HoF) - Institute for Law and Finance - Institut für Geschichte der Arabisch-Islamischen Wissenschaften - Institut Franco-Allemand de Sciences Historiques et Sociales | - Kunstgeschichtliches Institut der Goethe-Universität - Institut für Ländliche Strukturforschung - Institut für Sozialforschung - Orientalisches Seminar - Goethe Research Academy for Early Career Researchers - Universitätsbibliothek Johann Christian Senckenberg (Uni-Bibliothek) - Wilhelm Merton-Zentrum für Europäische Integration und Internationale Wirtschaftsordnung - Goethe-Unibator - Akademische Fliegergruppe der Uni Frankfurt - Cornelia Goethe Centrum (CGC) - Center for Critical Computational Studies (C3S) |

Die Goethe-Universität, die Johannes Gutenberg-Universität Mainz und die Technische Universität Darmstadt bilden gemeinsam den Hochschulverbund Rhein-Main-Universitäten (RMU). Dieser bietet unter anderem hochschulübergreifende Studiengänge und Graduiertenkollege an.

### Gästehäuser und Haus Bergkranz im Kleinwalsertal

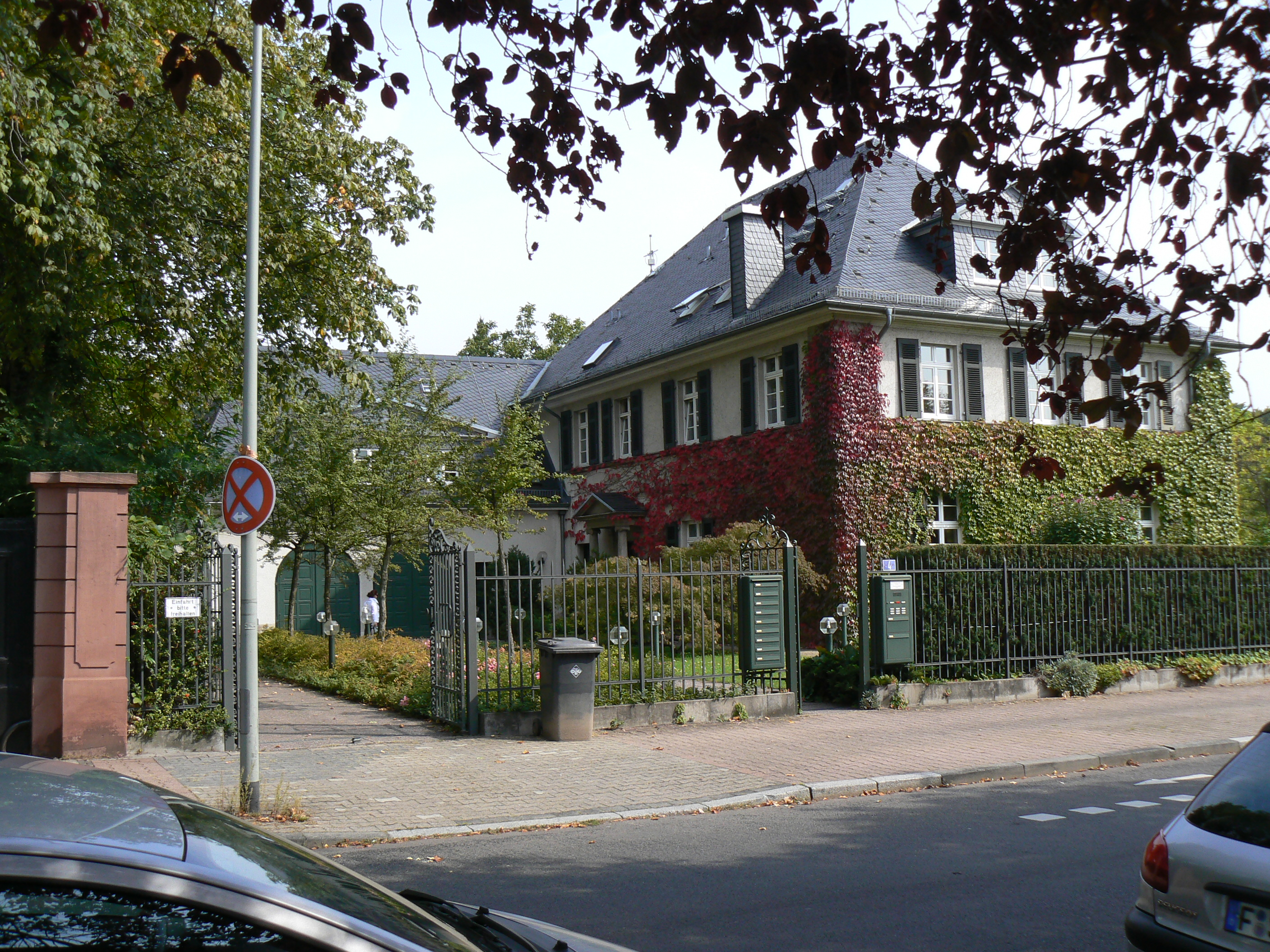
Gästehaus I, ehemalige Villa Hauck

Die Villa Hauck in der Ditmarstraße ist nach einem Entwurf von Hermann Muthesius 1923 als Villa einer einflussreichen, weitverzweigten Frankfurter Familie in unmittelbarer Nachbarschaft zur Villa Merton entstanden. Dieses intern als Gästehaus I bezeichnete Gebäude repräsentiert einen landhausähnlichen Baustil mit Reminiszenzen des ausklingenden Historismus und ist durch Anbauten für die Universitätsnutzung erweitert worden. Das Gästehaus II, die vom Architekt Willi Cahn erbaute ehemalige Villa Cahn, ist durch einen weitläufigen Garten mit dem Gästehaus I verbunden. Die beiden Häuser liegen im Stadtteil Frankfurt-Bockenheim.
Daneben gibt es Gästehäuser des Forschungskollegs Humanwissenschaften in Bad Homburg und die Villa Giersch in Frankfurt-Sachsenhausen. In Riezlern im Kleinwalsertal (Österreich – Nähe Oberstdorf) befindet sich ein Sport- und Studienheim namens Haus Bergkranz, das z. B. für Seminare und Exkursionen genutzt wird. (⊙)

## Persönlichkeiten

### Rektoren und Präsidenten
| - 1914–1915: Richard Wachsmuth - 1915–1916: Ludwig Pohle - 1916–1917: Hans von Arnim - 1917–1918: Albrecht Bethe - 1918–1919: Heinrich Titze - 1919–1920: Rudolf Kautzsch - 1920–1921: Arthur Schoenflies - 1921–1922: Max Neisser - 1922–1923: Otto zur Strassen - 1923–1924: Kurt Burchard - 1924–1925: Matthias Gelzer - 1925–1926: Gustav Embden - 1926–1927: Wilhelm Gerloff - 1927–1928: Fritz Drevermann - 1928–1929: Josef Heimberger - 1929–1930: Georg Küntzel - 1930–1931: Bernhard Fischer-Wasels - 1931–1932: Erwin Madelung - 1932–1933: Wilhelm Gerloff - 1933–1934: Ernst Krieck | - 1934–1945: Walter Platzhoff - 1945–1946: Georg Hohmann - 1946–1948: Walter Hallstein - 1948–1949: Franz Böhm - 1949–1951: Boris Rajewsky - 1951–1953: Max Horkheimer - 1953–1954: Oscar Gans - 1954–1955: Fritz Neumark - 1955–1957: Helmut Coing - 1957–1958: Rudolf Geißendörfer - 1958–1959: Helmut Viebrock - 1959–1960: Willy Hartner - 1960–1961: Karl Hax - 1961–1962: Fritz Neumark - 1962–1963: Walter Artelt - 1963–1964: Alfred Rammelmeyer - 1964–1965: Wolfgang Franz - 1965–1970: Walter Rüegg - 1970–1971: Erhard Denninger |

| - 1971–1975: Erhard Kantzenbach - 1975–1979: Hans-Jürgen Krupp - 1979–1986: Hartwig Kelm - 1986–1994: Klaus Ring - 1994: (komm. Joachim Weidmann) | - 1994–2000: Werner Meißner - 2000–2008: Rudolf Steinberg - 2009–2014: Werner Müller-Esterl - 2015–2020 Birgitta Wolff - seit 1. Januar 2021 Enrico Schleiff |

### Bekannte Professoren
Die Liste stellt eine Auswahl von früheren und heutigen Professoren (Mitgliedern der Universität) dar.
- Theodor W. Adorno – Professor für Soziologie und Philosophie
- Barbara Alge – Professorin für  Musikwissenschaften
- Karl-Otto Apel – Professor für Philosophie
- Ursula Apitzsch – Professorin für Politikwissenschaft und Soziologie
- Wolf Aßmus – Professor für Experimentalphysik
- Hans Aurenhammer – Professor für Kunstgeschichte
- Johannes Bähr – außerplanmäßiger Professor für Wirtschafts- und Sozialgeschichte
- Reinhold Baer – Professor für Mathematik
- Theodor Baums – Professor für Zivil- und Wirtschaftsrecht
- Herbert Beck – Honorarprofessor für Kunstgeschichte
- Lucie Beppler – Gastprofessorin für Grafik
- Frank Bernstein – Professor für Alte Geschichte
- Birgit Blättel-Mink – Professorin für Industrie- und Organisationssoziologie
- Hans Bock – Professor für Anorganische Chemie
- Wolfram Brandes – außerplanmäßiger Professor für Geschichte
- Tanja Brühl – Professorin für Internationale Institutionen und Friedensprozesse
- Werner Böckenförde – Professor für Katholisches Kirchenrecht und Staatskirchenrecht
- Eckhard Boles – Professor für Mikrobielle Biotechnologie
- Thomas Boller – außerplanmäßiger Professor für Astrophysik
- Max Born – Professor für Theoretische Physik, Nobelpreisträger 1954
- Martin Buber – Honorarprofessor für Jüdische Religionslehre und Ethik
- Martin Büchsel – Professor für Kunstgeschichte
- Andreas Buro – Professor für Politikwissenschaft
- Jörg W. Busch – außerplanmäßiger Professor für mittelalterliche Geschichte
- Helmut Brentel – Professor für Soziologe
- Sandra Ciesek – Medizinische Virologie, neue Therapieformen für Hepatitis C und Medikamenten gegen COVID-19
- Christoph Cornelißen – Professor für Neueste Geschichte
- Ernst-Otto Czempiel – Professor für Internationale Politik und Außenpolitik
- Martin Dannecker – Professor für Sexualwissenschaft
- Max Dehn – Professor für Mathematik
- Ernst Delaquis – außerordentlicher Professor für Recht
- Max Dessoir – Professor für Philosophie
- Rolf van Dick – Professor für Sozialpsychologie
- Theodor Dingermann – Professor für Pharmazeutische Biologie und Biochemie
- Jennifer Dressman – Professorin für Pharmazeutische Technologie
- Alexander Ebner – Professor für Politische Ökonomie und Wirtschaftssoziologie
- Joachim Ehlers – Professor für Geschichte des Mittelalters
- Daniela Elsner – Professorin für Anglistin und Didaktikerin
- Wilhelm K. Essler – Professor für Philosophie, Logik und Wissenschaftstheorie
- Birgit Emich – Professorin für Geschichte der Frühen Neuzeit
- Moritz Epple – Professor für Wissenschaftsgeschichte
- Andreas Fahrmeir – Professor für Neuere Geschichte
- Iring Fetscher – Professor für Politikwissenschaft und Philosophie
- Mechthild Fend – Professur für Kunstgeschichte mit dem Schwerpunkt 18. und 19. Jahrhundert
- Christian Freigang – Professor für Kunstgeschichte
- Johannes Fried – Professor für mittelalterliche Geschichte
- Simone Fulda – deutsche Kinderonkologin und Hochschullehrerin
- Susanne Gaensheimer – Honorarprofessorin für Kunstgeschichte
- Lothar Gall – Professor für Geschichte des 19. und 20. Jahrhunderts
- Markus Gangl – Professor für Soziologie mit Schwerpunkt Sozialstruktur und Sozialpolitik
- Karsten Garscha – Professor für Romanistik / Literaturwissenschaftler
- Eberhard Gischler – Professor für Geowissenschaft
- Edgar Goldschmid – außerordentlicher Professor für Pathologie
- Walter Greiner – Professor für Theoretische Physik
- Paul Grosser – Professor für Kinderheilkunde
- Wolfgang Mitter – Professor für Allgemeine und Vergleichende Erziehungswissenschaft
- Andreas Gruschka – Professor für Erziehungswissenschaft, Schulpädagogik und Allgemeine Pädagogik
- Erich Gutenberg – Professor für Betriebswirtschaftslehre (Industriebetriebslehre)
- Jürgen Habermas – Professor für Philosophie
- Werner Hamacher – Professor für Allgemeine und Vergleichende Literaturwissenschaften
- Notker Hammerstein – Professor für Mittlere und Neuere Geschichte
- Willy Hartner – Professor für Wissenschaftsgeschichte
- Winfried Hassemer – Professor für Rechtstheorie, Rechtssoziologie, Strafrecht und Strafverfahrensrecht
- Willibald Heilmann – Altphilologe und Professor für Fachdidaktik des Altsprachlichen Unterrichts
- Dieter Hein – außerplanmäßiger Professor für Neuere Geschichte
- Josef Hellauer – Professor für Welthandel
- Hermann Heller – Professor für öffentliches Recht
- Klaus Herding – Professor für Kunstgeschichte
- Jens O. Herrle – Professor für Geowissenschaften
- Bernd Herzogenrath – Literatur- und Kulturwissenschaften
- Oliver Hinz – Professor für Wirtschaftsinformatik
- Johannes Hirschberger – Professor für katholische Religionsphilosophie
- Heather Hofmeister – Professor für Soziologie
- Merle Hummrich – Professorin für Erziehungswissenschaftlerin
- Christine Wenona Hoffmann – Professur für Praktische Theologie
- Elisabeth Hollender – Professorin für Judaistik am Seminar für Judaistik; Vorsitz der Gesellschaft zur Förderung judaistischer Studien in Frankfurt am Main
- Henner Hollert – Professor für Evolutionsökologie und Umwelttoxikologie
- Peter Holtz – Professor für Pharmakologie und Toxikologie
- Ernst Holzinger – deutscher Kunsthistoriker – Städelsches Kunstinstitut in Frankfurt am Main.
- Karl Otto Hondrich – Professor für Soziologie
- Axel Honneth – Professor für Sozialphilosophie
- Hadwig Hörner – Professorin für Klassische Philologie
- Max Horkheimer – Professor für Sozialphilosophie
- Margarete Imhof - Professorin für Psychologie
- Hubert Ivo Professor für Germanistik und Didaktiker
- Bernhard Jussen – Professor für Mittelalterliche Geschichte
- Michael Karas – Professor für instrumentelle Analytik
- Harald Keller – Professor für Kunstgeschichte
- Walther Kienast – Professor für Mittlere und Neuere Geschichte
- David King – Professor für Geschichte der Naturwissenschaften
- Vera King – Professorin für Soziologie und Sozialpsychologie
- Thomas Kirchner – Professor für Kunstgeschichte
- Michael Kinski – Japanologe
- Sven Klimpel – Parasitologe, Infektionsbiologe
- Rainer Koch – außerplanmäßiger Professor für Geschichte
- Gert Krell – Professor für Internationale Politik
- Walther Lammers – Professor für mittelalterliche Geschichte
- Max von Laue – Professor für Theoretische Physik, Nobelpreisträger 1914
- Thomas Lemke – Professor für Soziologie
- Hartmut Leppin – Professor für Alte Geschichte
- Klaus Ulrich Leistikow – Professor für Botanik (Geologie und Paläontologie sowie Chemie und Philosophie)
- Bruno Liebrucks – Professor für Philosophie
- Volker Lindenstruth – deutscher Physiker, Informatiker, Computerspezialist und Hochschullehrer
- Stephan Lessenich – Professor für Gesellschaftstheorie und Sozialforschung
- Adolph Lowe – Professor für Wirtschaftliche Staatswissenschaften
- Wilhelm Lötschert – Professor für Botanik (Gründer der floristisch-soziologische und ökologische Geobotanik)
- Helma Lutz – Professorin für Frauen- und Geschlechterforschung
- Karl Mannheim – Professor für Soziologie
- Werner Günter Mäntele – Professor für Biophysik
- Werner Martienssen – Professor für Physik
- Stavros Mentzos – Professor für Psychotherapie und Psychosomatik an der Universitätsklinik
- Ernst Erich Metzner – Professor für Deutsche Philologie
- Alexander Mitscherlich – Professor für Psychoanalyse
- Ruth Moufang – Professorin für Mathematik
- Ulrich Muhlack – Professor für allgemeine historische Methodenlehre und Geschichte der Geschichtsschreibung
- Harald Müller – Professor für internationale Beziehungen
- Heribert Müller – Professor für Mittelalterliche Geschichte
- Jürgen Müller – außerplanmäßiger Professor für Neuere Geschichte
- Klaus E. Müller – Professor für Ethnologie
- Herfried Münkler – Professor für Politikwissenschaft
- Arnold Münster – Direktor des Instituts für Theoretische Physikalische Chemie in Frankfurt
- Ernst Mutschler – Professor für Pharmakologie
- Alessandro Nova – Honorarprofessor für Kunstgeschichte
- Andreas Nölke – deutscher Politikwissenschaftler
- Ulrich Oevermann – Professor für Sozialpsychologie
- Susanne Opfermann – deutsche Amerikanistin und Hochschullehrerin Professor für Amerikanistik und Erforschung der Geschlechterverhältnisse
- Franz Oppenheimer – Professor für Soziologie und theoretische Nationalökonomie
- Lerke Osterloh – Professorin für öffentliches Recht und Steuerrecht
- Christine Ott – Italienische und Französische Literaturwissenschaft
- Johannes Pantel – Professor für Altersmedizin
- Toni Pierenkemper – Professor für Wirtschafts- und Sozialgeschichte
- Werner Plumpe – Professor für Wirtschafts- und Sozialgeschichte
- Dieter Prokop – Professor für Soziologie mit dem Schwerpunkt Medien
- Reiner Protsch – Professor für Anthropologie[Anmerkung 4]
- Ana María Rabe – Gastprofessorin für Kunstgeschichte
- Dieter Rebentisch – außerplanmäßiger Professor für Geschichte
- Marie-Luise Recker – Professorin für Neueste Geschichte
- Peter Rietschel – Professor für Zoologie
- Günter Ropohl – Professor für Allgemeine Technologie
- Sigrid Roßteutscher – Professorin für Soziologie
- Ralf Roth – außerplanmäßiger Professor für Neuere Geschichte
- Joachim Rückert – Professor für Neuere Rechtsgeschichte
- Bertram Schefold – Professor für Volkswirtschaftslehre und Wirtschaftstheorie, insb. Kapitaltheorie u. Geschichte d. ökonomischen Theorien
- Ulrich Schneider – Honorarprofessor für Kunstgeschichte
- Andreas Schulz – außerplanmäßiger Professor für Neuere Geschichte
- Doris Schweitzer – deutsche Soziologin
- Martin Seel – Professor für Philosophie
- Volkmar Sigusch – Professor für Soziologie
- Hugo Sinzheimer – Professor für Arbeitsrecht
- Carlo Schmid – Professor für Politikwissenschaft
- Jeannette Schmid – Professorin für Psychologie
- Alfred Schmidt – Professor für Philosophie und Soziologie
- Reinhard H. Schmidt – Professor für Internationales Bank- und Finanzwesen
- Claus-Peter Schnorr – Professor für Mathematische Informatik
- Luise Schorn-Schütte – Professorin für Neuere Allgemeine Geschichte
- Friedemann Schrenk – Professor für Päläobiologie der Wirbeltiere
- Susanne Schröter – Professorin für Ethnologie
- Manfred Schubert-Zsilavecz – Professor für Pharmazeutische/Medizinische Chemie und Toxikologie
- Philipp Schwartz – Professor für Pathologie
- Fuat Sezgin – Professor der Arabisch-Islamischen Wissenschaften
- Carl Ludwig Siegel – Professor für Mathematik
- Bernd Skiera – Professor für Electronic Commerce
- Sybille Steinbacher – Professorin zur Erforschung der Geschichte und Wirkung des Holocaust
- Horst Stöcker – Professor für Theoretische Physik und Astrophysik
- Michael Stolleis – Professor für europäische Rechtsgeschichte
- Klaus von See – Professor für Germanistik, insb. altnordische Philologie
- Tilbert Dídac Stegmann – für Romanistik, Literaturwissenschaft und Katalanistik
- Otto zur Strassen – Professor für Zoologie und Vergleichende Anatomie
- Bruno Streit – Professor für Ökologie und Evolution
- Fritz Süllwold – Professor für Psychologie
- Lieselotte Süllwold – Klinische Psychologin und Professorin am Zentrum für Psychiatrie Schwerpunkt (Schizophrenieforschung)
- Ferdinand Sutterlüty – Professor für Soziologie
- Melanie Tatur – Professorin für Politikwissenschaft
- Andreas Thomasberger – Professor für Neuere Deutsche Literatur
- Paul Tillich – Professor für Philosophie und Soziologie, Sozialpädagogik
- Otto Veit – Professor für Volkswirtschaftslehre, insb. Währungs- und Bankpolitik
- Otmar Freiherr von Verschuer – Professor (Mediziner, Zwillingsforscher, Eugeniker)
- Rebekka Voß – Geschichte des deutschen und europäischen Judentums
- Gerhard Wagner – Professor für Soziologie
- Astrid Wallrabenstein, Professorin für Öffentliches Recht
- Annette Warner – Professorin für Wissenschaftsgeschichte
- Axel A. Weber – Professor für Volkswirtschaftslehre, insb. Monetäre Ökonomie
- Edmund Weber – Professor für (Theologe) (Gründer des Fachbereich Evangelische Theologie)
- Franz Weidenreich – Professor für Physische Anthropologie
- Gerd Weiß – Honorarprofessor für Kunstgeschichte
- Dorothea Weltecke – Professorin für Mittelalterliche Geschichte
- Peter Wende – Professor für Neuere Deutsche Geschichte
- Rudolf Wiethölter – Professor für Bürgerliches Recht, Handelsrecht, Wirtschaftsrecht und internationales Privatrecht
- Richard Wilhelm – Professor für Chinakunde und Chinaforschung
- Peter von Wilmowsky – Professor für Zivilrecht, Insolvenzrecht, europäisches u. internationales Wirtschaftsrecht
- Wolfgang Wiltschko – Professor für Zoologie
- Franz Žižek – Frankfurter Schule der Statistik (Richtung der deutschen Wirtschafts- und Sozialstatistik)
- Josefa Zoltobrocki – deutsche Psychologin
- Magdalena Zorn – Professorin für Musikwissenschaftler
- Gernold Zulauf – Professor für Geologie

### Ehrungen und Preise

#### Nobelpreisträger
Seit Gründung der Universität Frankfurt am Main wurden 19 Nobelpreise an Wissenschaftler verliehen, die zuvor an der Universität studiert oder mehr oder weniger lange geforscht haben. Nur wenige haben nach Erhalt des Nobelpreises an der Goethe-Universität (wohl nur Max von Laue) oder an einem mit ihr kooperierenden Frankfurter Institut gearbeitet (Paul Ehrlich, Hartmut Michel am MPI für Biophysik).
| - Paul Ehrlich, 1908 Nobelpreis für Medizin - Max von Laue, 1914 Nobelpreis für Physik - Otto Loewi, 1936 Nobelpreis für Medizin - Paul Karrer, 1937 Nobelpreis für Chemie - Otto Stern, 1943 Nobelpreis für Physik - Max Born, 1954 Nobelpreis für Physik - Alexander Robertus Todd, 1957 Nobelpreis für Chemie - Karl Ziegler, 1963 Nobelpreis für Chemie - Hans Bethe, 1967 Nobelpreis für Physik | - Niels Kaj Jerne, 1984 Nobelpreis für Physiologie oder Medizin - Gerd Binnig, 1986 Nobelpreis für Physik - Jean-Marie Lehn, 1987 Nobelpreis für Chemie - Hartmut Michel, 1988 Nobelpreis für Chemie - Reinhard Selten, 1994 Nobelpreis für Wirtschaftswissenschaften - Christiane Nüsslein-Volhard, 1995 Nobelpreis für Physiologie oder Medizin - Horst Ludwig Störmer, 1998 Nobelpreis für Physik - Günter Blobel, 1999 Nobelpreis für Physiologie oder Medizin - Peter Grünberg, 2007 Nobelpreis für Physik - Benjamin List, 2021 Nobelpreis für Chemie |

Jürgen Habermas erhielt 2015 den in der Dotierung an den Nobelpreis angelehnten Kluge-Preis für Philosophie; dieser wird für Bereiche vergeben, die nicht von den Nobelpreiskategorien abgedeckt sind.

#### Leibnizpreisträger
Der alljährlich von der DFG mehrfach vergebene Leibniz-Preis wurde bislang an folgende Wissenschaftler der Goethe-Universität verliehen:
| - 1986: Jürgen Habermas – Philosophie - 1988: Lothar Gall – Neuere Geschichte - 1989: Reinhard Stock – Experimentelle Kernphysik - 1991: Michael Stolleis – Rechtsgeschichte - 1993: Claus-Peter Schnorr – Theoretische Informatik - 1994: Theo Geisel – Theoretische Physik - 1998: Christian Griesinger – Organische Chemie | - 2005: Stefanie Dimmeler – Molekulare Kardiologie - 2010: Roman Inderst – Volkswirtschaftslehre - 2012: Rainer Forst – Politische Philosophie - 2013: Ivan Đikić – Biochemie/Zellbiologie - 2015: Hartmut Leppin – Alte Geschichte - 2018: Nicola Fuchs-Schündeln – Volkswirtschaftslehre |

#### Ehrenmedaille
Die Ehrenmedaille der Universität wurde unter anderem vergeben an:
| - Alexander und Heide Heck - Wulf Döser - Erwin Nierop | - Ronaldo Schmitz (* 1938), Manager und Banker - Bernhard Walter (1942–2015), Bankmanager - Christian Winter (* 1934), Hochschullehrer und ehem. Vizepräsident der Universität |

#### Ehrenbürger
Als Ehrenbürger der Universität wurden ausgezeichnet:
| - Alexander Demuth - Klaus-Dieter Geiger, Rechtsanwalt - Lee H. Hamilton (* 1931), US-amerikanischer Politiker - Jochen Hückmann - Ferdinand Kramer (1898–1985), Architekt mehrerer Unigebäude - Walter Ried (1920–2008), Chemiker - Sönke Bästlein, Unternehmer - Wilhelmine Willkomm, Stifterin - Christian Winter (* 1934), Hochschullehrer und ehem. Vizepräsident der Universität | - Max Pagenstecher (1874–1957), Jurist - Fritz Roessler (1870–1937), Industrieller - August Scheidel (1859–1932), Industrieller, Stifter - Henry Oswalt (1849–1934), Jurist und Politiker - Claus Wisser (1942–2023), Unternehmer und Mäzen - Gabriele Eick - Alexander Trog - Dr. Bernhard Zwißler |

#### Ehrensenatoren
Die folgenden Persönlichkeiten wurden zu Ehrensenatoren der Universität ernannt:
- Gert Otto Becker (1933–2019), Industriemanager, Vorstandsvorsitzender Degussa AG
- Wilhelm Bender (* 1944), Manager, ehemaliger Vorstandsvorsitzender der Fraport
- Josef Buchmann (* 1931), Unternehmer und Mäzen jüdischer und polnischer Herkunft
- Bernd Fahrholz (* 1947), Jurist, ehem. Vorstandsvorsitzender der Dresdner Bank
- Leo Gans (1843–1935), Chemiker und Industrieller, ernannt 1924
- Ernst Gerhardt (* 1921), Stadtkämmerer a. D. der Stadt Frankfurt am Main
- Gustav Gerst (1871–1948), Einzelhandels-Kaufmann und Warenhaus-Unternehmer
- Karin Giersch (* 1939), Mäzenin
- Hans Heinrich Hauck
- Hilmar Hoffmann (1925–2018), Kulturschaffender und -funktionär und ehemaliger Präsident des Goethe-Instituts
- Hartwig Kelm (1933–2012), Chemiker, ehem. Präsident der Universität, Intendant des Hessischen Rundfunks, ernannt 2002
- Hilmar Kopper (1935–2021), Bankmanager, ehem. Vorstandssprecher der Deutschen Bank
- Adolph Lowe (1893–1995) – von den Nazis 1933 – damals noch Adolf Löwe – von der Universität vertriebener Professor für Wirtschaftliche Staatswissenschaften[64]
- Stefan Messer
- Renate von Metzler, ernannt 2005
- August Oswalt (1892–1983), Privatbankier und Politiker (CDU)
- Heinrich Oswalt (1830–1891), Verleger und Kinderbuchautor, ernannt 1924
- Raimund Probst (1927–2009), Architekt
- Johanna Quandt (1926–2015), Stifterin, Witwe von Herbert Quandt
- Karl Gustav Ratjen
- Ekkehardt B. C. Sättele
- Hans W. Schmidt-Polex
- Hanns Christian Schroeder-Hohenwarth (1921–2011), Bankier
- Bruno H. Schubert (1919–2010), Unternehmer, Konsul und Mäzen
- Hans Strothoff (1950–2020), Familienunternehmer
- Richard Wachsmuth (1868–1941), Physiker
- Arthur von Weinberg (1860–1943), Chemiker und Industrieller
- Henry Oswalt (1849–1934), Jurist und Politiker
- Dr. Elmar Reiss, Jurist und Mäzen

## Die Universität in nationalen und internationalen Ranglisten

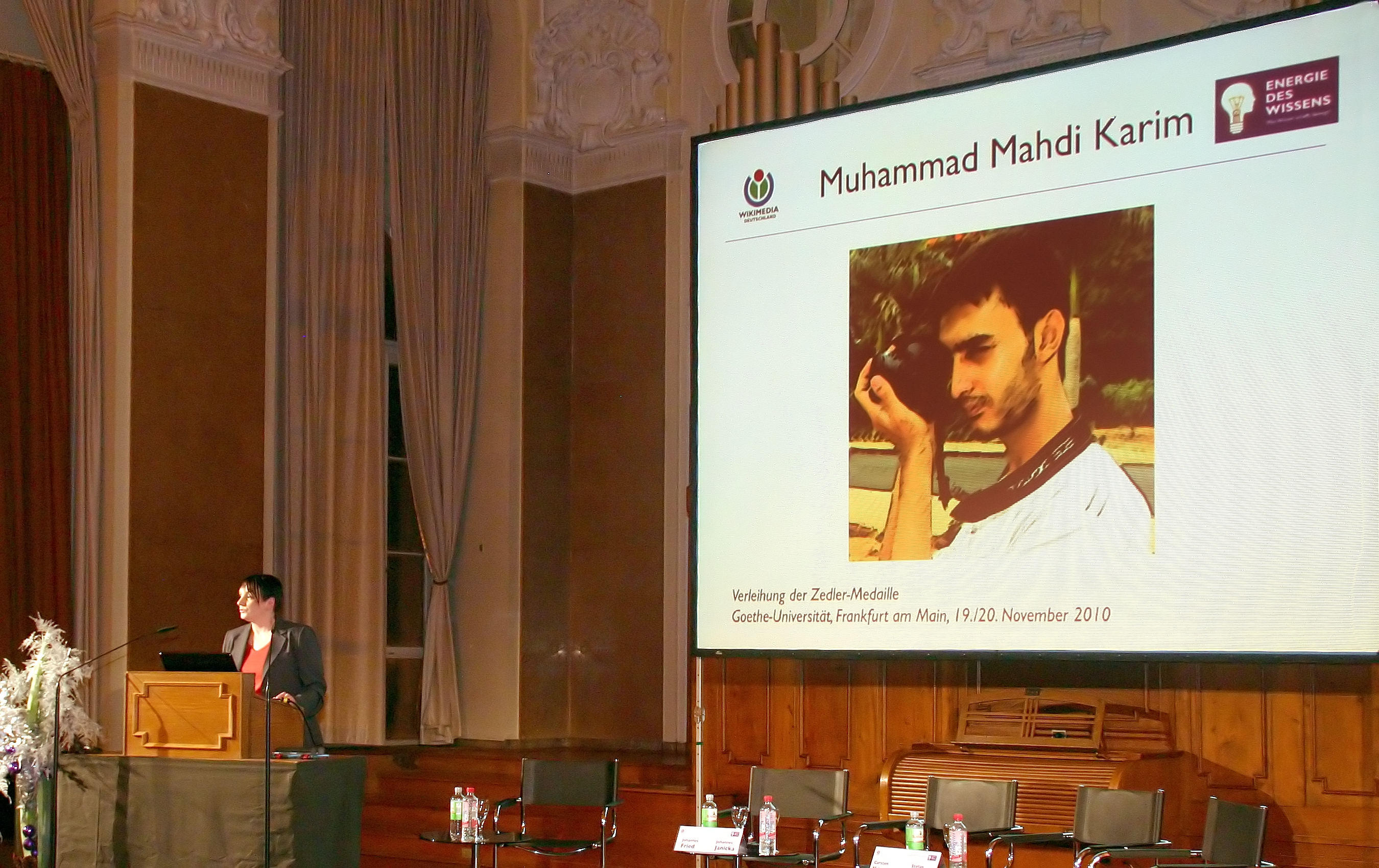
Verleihung der Zedler-Medaille durch Alice Wiegand, 2. Vorsitzende von Wikimedia Deutschland e. V., für das Bild zum Thema Focus stacking von Muhammad Mahdi Karim

Ranglisten, insbesondere für den internationalen Bereich, sind nur partiell ein Gradmesser der wissenschaftlichen und didaktischen Qualität und Reputation, da sie gemäß einem Standardschema errechnet werden und manche ausbildungs-, regional- und kulturspezifischen Besonderheiten oder auch Schwerpunkte außer Acht lassen. Sie erlauben aber eine Einschätzung, wie die jeweilige Universität oder das Fachgebiet von außen wahrgenommen wird.
Die Absolventen genießen national und international einen guten Ruf. In einer weltweiten Rangliste von Personalverantwortlichen, das die New York Times im Oktober 2012 veröffentlichte, kam die Universität auf Platz 10 und ist vor allen anderen deutschen Universitäten gelistet. In einer 2015 erstellten deutschlandinternen Universitätsrangliste auf Basis der Wertungen von Personalverantwortlichen in Unternehmen zur Zufriedenheit mit Universitätsabsolventen wurden die Einrichtungen der Goethe-Universität für die Fachrichtungen Wirtschaftswissenschaften-BWL, Wirtschaftswissenschaften-VWL, Wirtschaftsinformatik, Jura und Naturwissenschaften auf den Plätzen 3 bis 9 genannt.
Allerdings zeigen die weltweiten Gesamtvergleiche bekannter Hochschulrankings in den letzten Jahren insgesamt eher stagnierende bis leicht fallende Platzierungen, wenngleich in einzelnen Fachgebieten auch steigende Tendenzen zu beobachten sind:
1. Das Shanghai-Ranking 2015 (Academic Ranking of World Universities, ARWU) führte die Goethe-Universität im Gesamtranking seit 2003 auf den Listenplätzen (ca.) 152 bis 100, wobei die graphische Darstellung 2011–2015 kontinuierlich leicht fallend war.[67]
2. Die britische Zeitung The Times Higher Education Supplement zählte die Universität in ihrem jährlich durchgeführten Hochschulranking The Times Higher World University Rankings 2010 zu den 200 besten Hochschulen weltweit und die Goethe-Universität erreichte mit 49,4 Punkten Platz 172.[68] Seitdem verschlechterte sich die Universität in diesem Ranking stetig von Platz 181 im Jahr 2011/2012 über Platz 199 im Jahr 2012/2013 auf Platzgruppe 201–250 im Ranking für das Jahr 2015/16 und Platzgruppe 251–300 im Ranking 2017/18.[69]
3. Im QS World University Rankings wurde die Goethe-Universität für das Jahr 2013 mit 51 Punkten weltweit auf Platz 208 (innerhalb Deutschlands auf Platz 14) gelistet, für das Jahr 2015 mit 48 Punkten noch auf weltweit Platz 243, für 2017/2018 mit 41 Punkten auf weltweit Platz 254 (innerhalb Deutschlands weiterhin Platz 14). Allerdings schneiden einige Fachgebiete (die bei der Goethe-Universität weitgehend Fachbereichen entsprechen) deutlich besser ab: So liegen die „Biowissenschaften“ („Biological Sciences“) derzeit auf weltweit Platz 101, die „Philosophie“ („Philosophy“) weltweit auf Platz 27. Für die Kombination „Life Sciences and Medicine“, die näherungsweise den Fachbereichen 14, 15 und 16 entsprechen, ergibt sich weltweit Platz 113, innerhalb Deutschlands Platz 6 (nach den Universitäten Heidelberg, LMU München, TU München, Freiburg und Tübingen). Anmerkung: Es sind online nicht von allen Fächern detaillierte Listen abrufbar.[70]

## Studentische Organisationen

### Politische Hochschulgruppen
Anerkannte politische Hochschulgruppen der Studierendenschaft sind nach Informationen der Universität:
- DGB Hochschulgruppe Frankfurt am Main
- Die Linke.SDS
- DL – Demokratische Linke Liste
- FDH – Fachschafteninitiative[72]
- Demokratische Hochschule
- Grüne Hochschulgruppe
- JUSO Politische Hochschulgruppe Frankfurt
- Liberale Hochschulgruppe
- Linke Liste
- RCDS Frankfurt[73]
- Rosa*Liste

Zu den einzelnen Hochschulgruppen und der Arbeit der studentischen Gremien gibt es nur wenige öffentliche Informationen, da meist nur aktuelle Information zur Hochschulpolitik und/oder zu hochschulpolitischen Akteuren auf den jeweiligen Internetpräsenzen des Allgemeinen Studierendenausschusses und der jeweiligen studentischen Gruppen veröffentlicht werden. Die meisten politischen Hochschulgruppen nutzen ihre Facebook- und/oder Instagram-Seite als ihre faktische Internetseite. Weitere Informationen und Archive zur hochschulpolitischen Arbeit der Studierenden an der Goethe-Universität existieren nicht, weswegen kaum Transparenz über hochschulpolitische Arbeit besteht. Auf den Internetseiten der Goethe-Universität gibt es offizielle Veröffentlichungen, welche gemäß dem Hessischen Hochschulgesetz vorgenommen werden müssen. Diese sind auch in der Deutschen Nationalbibliothek zu finden.
Die politische Aussagekraft der studentischen Hochschulpolitik an der Goethe-Universität lässt sich wegen der bestehenden Intransparenz der Gruppen sowie wegen mangelnden Interesses an hochschulpolitischer Tätigkeit seitens der Studenten kaum beurteilen. Die Wahlbeteiligung der Studierenden lag in den vergangenen Jahren unter 15 %. Dazu tragen Vorfälle im und Urteile gegen den AStA bei.

### Studentische Hochschulgruppen und Initiativen
Die Leitung der Universität sowie die Fachbereiche unterstützen zahlreiche private sowie hochschulnahe studentische Hochschulgruppen, Initiativen und private Alumni-Organisationen. Zwischen den studentischen Hochschulgruppen und Initiativen gibt es auch Netzwerke über die Fachbereiche sowie über das Goethe University Network.
Auswahl von studentischen Hochschulgruppen und Initiativen:
| - AIESEC - Amnesty International, Hochschulgruppe Frankfurt - Campusradio DauerWelle - Debattierclub Goethes Faust - E!Woche. - European Law Students' Association Frankfurt am Main - Enactus Universität Frankfurt - Finance Network – FNI e. V. - Founders Club Frankfurt Student Entrepreneurs - Frankfurter Studenten-Zeitung Diskus - Goethe's Green Office | - Goethe Club - Goethe Gruppe - GREEN finance consulting - impress! - Literaturzeitschrift Johnny - MTP – Marketing zwischen Theorie und Praxis, Geschäftsstelle Frankfurt am Main - Nightline Frankfurt - ROCK YOUR LIFE! Frankfurt e. V. - StudentInnenfutter - Studieren ohne Grenzen Frankfurt - TechAcademy e. V. |

### Studentische Fachschaften
Die studentischen Fachschaften an der Goethe-Universität sind rechtlich vom Hessischen Hochschulgesetz geregelt. Sie bilden damit keine studentische Initiativen im klassischen Sinne, da es sich um rechtlich verpflichtende Institutionen ohne eigene Rechtspersönlichkeit handelt.

### Studentische Initiativen aus dem Deutschlandstipendium
Im Rahmen des Deutschlandstipendiums entstehen an der Goethe-Universität regelmäßig neue studentische Initiativen. Diese Initiativen werden vom ideellen Förderprogramm rund um das Deutschlandstipendium vom Präsidium der Goethe-Universität gefördert.
- Goethe Speaks Out[96]
- Goethe-Uni Tour/ExperienceCampus[97]
- ExperienceFundraising.[98]
- uni:hautnah[99] (mittlerweile integriert in die Studienberatung der Goethe-Universität).
- Wissenschaftskommunikation[100]

### Studentenverbindungen
In Frankfurt sind 15 aktive Studentenverbindungen ansässig; davon sind 3 gemischte Studentenverbindungen.

## Alumni-Organisationen

### Hochschulnahe Alumni-Organisationen
Die Goethe-Universität verfügt über ein eigenes und nicht abschließendes Netzwerk an Alumni-Organisationen, über eine Förderverenigung sowie über einen eigenen E-Mail-Verteiler für Alumni. Alumni-Organisationen bedürfen einer formellen Anerkennung sowie Genehmigung durch die Hochschulverwaltung um als offizielle Alumni-Vereinigungen geführt zu werden. Ohne eine solche Anerkennung ist es für die Vereinigung nicht möglich sich als offizielle Alumni-Organisation der Goethe-Universität zu listen. Dabei sind Amtsträger dieser Organisationen meist aktuelle und ehemalige Professoren sowie Personen in leitenden Positionen an der Goethe-Universität. Die größte hochschulnahe Alumni-Organisation mit über 1.300 Mitgliedern ist die im Jahr 1988 gegründete Frankfurter Wirtschaftswissenschaftliche Gesellschaft (fwwg), welche dem Fachbereich Wirtschaftswissenschaften offensteht. Die Vereinigung von Freunden und Förderern der Johann Wolfgang Goethe-Universität Frankfurt am Main fungiert inoffiziell als Dachorganisation der hochschulnahen Alumni-Organisationen an der Goethe-Universität und bildet gleichzeitig die offizielle Fördervereinigung der Hochschule.

### Unabhängige Alumni-Organisationen
Durch lokale, regionale, bundesweite, europäische und internationale studentische Initiativen entstanden vielerlei parallele Alumni-Netzwerke, die parallel und unabhängig voneinander laufen. Zu diesen gehören unter anderem die Alumni-Organisationen von AIESEC, MTP – Marketing zwischen Theorie und Praxis, European Law Students’ Association, Erasmus Student Network und andere. Studentische Initiativen wie green finance consulting, Goethe Club, Goethe Gruppe, Night of Science und Phi Delta Phi – Michael Hoffmann-Becking Inn Frankfurt am Main sowie die politischen Hochschulgruppen bilden noch einmal Hybride zwischen studentischen Initiativen und Alumni-Organisationen. Unabhängige Alumni-Organisationen werden als solche nicht als offizielle Alumni-Organisationen an der Goethe-Universität anerkannt.

## Logo
Die von 1980 bis 2002 eingesetzte Wort-Bild-Marke wurde von Adrian Frutiger entwickelt.

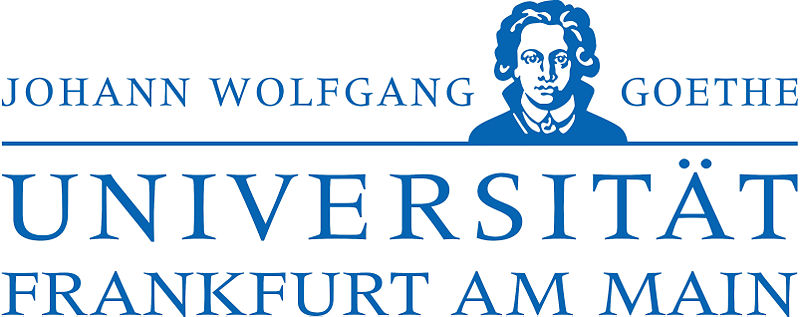
2002 bis 2008
Seit 2008

Am 26. September 2016 wurde im Deutschen Patent- und Markenamt auch ein weiteres Logo als Individualmarke angemeldet, welches nur aus den Worten „GOETHE UNIVERSITÄT“ und der Grafik des Goethe-Kopfs besteht.